# 神さまの言うとおり
『神さまの言うとおり』（かみさまのいうとおり）は、金城宗幸原作・藤村緋二作画による日本の漫画シリーズ。『別冊少年マガジン』（講談社）2011年3月号から2012年11月号まで第壱部となる『神さまの言うとおり』が連載された。『週刊少年マガジン』（講談社）2013年7号から第弐部となる『神さまの言うとおり弐』が2017年4・5合併号まで連載。
2014年11月に実写映画が公開。同月、ムービーコミック化された。また、2015年5月にDVDが発売された。

## 概要
本シリーズは基本的には第壱部の『神さまの言うとおり FROM THE NEW WORLD』と第弐部の『神さまの言うとおり弐』の二つの漫画で構成されている。また、第弐部の終了後には前日譚として『神さまの言うとおり零』全4話がマガポケで連載され、試練の謎とアシッド・マナ誕生の秘密が描かれた。
『漂流教室』や『バトル・ロワイアル』、『リアル鬼ごっこ』など、死の因果に薄い一般人が突然に生き残りを懸けた不条理に巻き込まれるサバイバル・シチュエーション・ホラーの流れを汲む作品。古来から知られている遊びや事物を基にした殺人ゲームの意外性と、滑稽なほどに単純明快なルールの下で生死を分かつ非情さのコントラストが特徴的で、その奇想天外な進行は仕掛けた首謀者も事態の全容も全く見当をつかせぬほどのスケールを出している。なお、単行本の次回予告はかなり特徴的。
神さまの言うとおり (第壱部)
第壱部とも言われる。単行本は全部で5巻。高畑瞬という少年を主人公として物語が展開され、未完のまま終了となる。
神さまの言うとおり弐
第弐部とも言われる。『第壱部』の終了後に連載を開始した。単行本は全21巻。
『弐』の物語の主となる時間軸の最初は『第壱部』で「だるま」が始まるよりも前である。『第壱部』とは別の場所で起こっていた殺人ゲームを『第壱部』の登場キャラクターとは別の登場キャラクターで新たに描く。第1話・第2話では青山仙一と明石靖人の2人を主人公とし、第3話以降は明石靖人を単一主人公としている。連載開始時の紹介では、「第壱部を読んでいなくても独立して楽しめるが、読んでいればより楽しめる」作品としている。
最初は『第壱部』とは平行に近い形で描かれており、時々『第壱部』の登場キャラクターが断片的に描かれ、「影踏み」が行われている時期には明石たちが高畑瞬をはじめとする『第壱部』の登場キャラクターと関わるシーンがある。しかし、第104話「物語は」の終盤で『第壱部』の続編でもある作品となり漫画シリーズで起こった事件の顛末が描かれる。

## あらすじ

### 神さまの言うとおり（第壱部）
高畑瞬がこの世に生を授かって16年。ごく普通のありふれた高校生として粛々と、つつがなく平穏な日常を生き続けてきた。今日もいつもと同じような時間を過ごし、いつもと同じような退屈に気を倦ませていた。
そんなある日、瞬たちの教室に教師の頭部から一体の「だるま」が出現。かみまろによる「試練」に参加させられる。

### 神さまの言うとおり弐
青山仙一と明石靖人はかつてサッカー部に所属していた小学校以来の親友同士。大学進学を控えた冬のある朝、2人は部を続けるか否かで大喧嘩してしまい、明石は授業を受けず帰宅する。
青山は教室に閉じ込められ、クラスメイトと共に「だるま」の試練に挑む。
一方、学校を欠席した明石の前には「二宮金次郎尊徳」の像が現れ謎の少年セイン・カミが取り仕切るオーディションに挑むことになる。

## 登場キャラクター

### ゲーム参加者（『第壱部』）
一部は『弐』にも登場するが、基本的には『第壱部』の内容を記述する。すべて「出席者」である。演は実写映画版の俳優、声はムービーコミックの声優。

#### 主要登場キャラクター（ゲーム参加者・『第壱部』）
高畑 瞬（たかはた しゅん）
演 - 福士蒼汰 / 声 - 江口拓也
『第壱部』の主人公。おとなしくマイペースな性格の平凡な高校生・16歳。母子家庭。都立みそら高校2年B組に所属。みたらし団子が好き。
人生に漠然とした退屈を感じていた折、突然の試練に巻き込まれる。幼少期に、高速で回転する自転車の車輪に人差し指を突っ込み切断してしまった経験を「人生最大最高の心躍る記憶」としており、神の試練に対しても似たような興奮を抱いているが、本人にその自覚は無い。生きる為、もしくは仲間を助ける為に積極的にゲームに参加し、ゲームのルールを素早く判断する頭脳や、「まねきねこ」や「こけし」で見せた高い運動能力と反射神経によってゲームをクリアしていく。次第に、ゲームを開始したかみまろを強く恨み、復讐することを理念に行動するようになる。
「神罰ババ抜き」で、かみまろをシンクロカードで道連れにして死亡。
秋元 いちか（あきもと いちか）
演 - 山崎紘菜 / 声 - 安済知佳
『第壱部』のヒロイン。都立みそら高校2年C組に所属する女子生徒。言いたいことははっきり言う気丈な性格。「うんどうかい」にて、自分に命の危機が迫った時に性的快楽を感じる変態だと明かされ、50%の確率で死ぬミッションを勘だけでクリアした瞬の事も自分と同じ変態だと思うようになる。
「神罰ババ抜き」で、瞬に「引かれたら死」を引かせて死亡。
天谷 武（あまや たける）
演 - 神木隆之介 / 声 - 羽多野渉
都立みそら高校2年E組に所属する男子生徒。喧嘩に明け暮れる不良少年で、生徒たちから恐れられている。サイコパス気質の危険人物でもあり、己の欲望のままに行動し、暴力で他者を破壊することにのみ喜悦と自己実現を感じる残忍な性格。瞬に対して、自分と似た気質を感じ取っている。
母親と義父（愛人）から虐待を受けていた過去があり、バットでその2人を撲殺したことをキッカケに破壊行為に生きる喜びを感じるようになった。破壊願望こそあれど感性は子供のような部分も多く、幼稚な思考が見え隠れしている。
身体能力は非常に高く、「こけし」の縄跳びを1人で7000回以上跳び続ける、それをスピードMAXにされても問題なく全て回避する、「どきょうそう」で他のプレイヤーを片手で掴んでゴールまで投げ飛ばす、墜落したヘリコプターのプロペラを投げ飛ばすなどパワー・スタミナ・スピード共に並外れている。「DICE」で力尽きて死亡。

#### 都立みそら高校の高校生
佐竹（さたけ）
演 - 染谷将太
瞬のクラスメイトである少年。眼鏡をかけている。クラスメイトのアヤに恋心を抱いている。実写映画版では後述では、漫画版の委員長の役目を担ってる。アヤが死亡した後、自暴自棄になって死亡。
アヤ
瞬のクラスメイトである少女。実写映画では登場しない。佐竹の机の上にある鞄の紐に指を引っ掛けてしまい、だるまが振り向いたときに鞄が落ちてしまい死亡。
委員長（『第壱部』）
演 - 桜田通
　瞬のクラスメイトである少年。唯一第一試練の「だるま」のルールに気付いた人物で瞬たちを助ける、最後は瞬と二人で生き残ったが裏ルールの「ボタンを押した人間が生き残る」により結局死亡した。実写映画版では、ルールに気づいたり最後に二人になる展開は、佐竹に変更されておりだるまが後ろ向いてる隙に教室の扉を開けようとしたが、だるまが振り返ってしまい死亡する。
吉川 晴彦（きっかわ はるひこ）
演 - 村上虹郎
瞬の同級生である少年。2年D組の「だるま」生還者。「まねきねこ」でねこを眠らせずにシュートを決めようとするが、ねこにキャッチされてしまい、そのまま豪速球を当てられ臓器なども飛び出て死亡。
森川（もりかわ）
演 - 菊田大輔
都立みそら高校の生徒会長を務める男子生徒。「まねきねこ」が体育館の上から降ってきたとき踏み潰されて死亡してしまう。

#### 「こけし」 - の登場キャラクター
平井 翔子（ひらい しょうこ）
声 - 福原香織
都立牛尾女子高校1年生である少女。「こけし」をクリアした瞬によってこけしから人間の姿へ戻り、行動を共にする。
実写映画版では、名前は「高瀬翔子」であり、瞬やいちかの中学生時代の同級生という設定に変更されている。詳細は後述の通り。「うん」の試練で「☓」を引き死亡。
前田 小太郎（まえだ こたろう）
演 - 高橋直人
盤多院高校1年生である少年。小柄な体格にマッシュルームカットが特徴的な少年。秋元に助けられた後、瞬たちと合流し行動を共にする。非力で気弱なところがあるが頭の回転は速い。「うん」の試練で「☓」を引き死亡。
奥 栄治（おく えいじ）
演 - 入江甚儀
都立大天道学園3年生である少年。こけしとなってクリスと縄跳びを回していたが、瞬たちにクリアされ人間の姿に戻る。ラウンド髭を生やし、筋肉質な身体を持つ大柄な少年。「うん」の試練で「☓」を引き死亡。
秋本クリストファー健人（あきもと クリストファー けんと）
都立大天道学園3年生である少年。通称クリス。こけしとなって奥と共に縄跳びを回していたが、瞬に秋元だと勘違いされ助けられる。ハーフであり、日本語と英語がペラペラ。また、大きく丸々と太った体の少年で、並外れた大食漢。空腹の状態で時間を推測できる「腹時計」の特技を持つ。「うん」の試練をクリアした後、ダイエットをして美少年となった姿で「クリスタルＡ」と名乗りアイドル活動をしていた。
実写映画版では登場しない。「あっちこっちハッチの部屋」でハッチの中でバラバラにされて死亡。
城崎 優（しろさき ゆう）
有名進学校唯一の生き残りである少年。三神、駿と同じ病室にいた。ルービックキューブを所持し、ものすごい速さで完成させる。
他人を見下しているようなセリフを言う。見た目は紫村影丸に似ている。
実写映画版では、名前は「平良幹則」であり、見た目などが変更されている。詳細は後述の通り。「こけし」によりビームで殺されてしまう。
三神（みかみ）
巽高校3年生である少年。城崎、駿と同じ病室にいた。ピアスをしていて体格がいい。比較的協力的。
実写映画版では登場しない。「こけし」によりビームで殺されてしまう。

#### 「しょうべんこぞう」 - の登場キャラクター
真田 ユキオ（さなだ ユキオ）
演 - 大鶴佐助
頃巻高校出身。「しょんべんこぞう」において瞬たちと敵対したチームのメンバーとして登場した、尋常ではない身体能力を誇る長躯の少年。マイペースな性格の持ち主。兄と仲良くしている風に装っていたが、実際は命令ばかりの兄を嫌っていた。
実写映画版では、設定が原作と大きく異なり、高い身体能力やマイペースな性格などの設定は軒並みオミットされたごく普通の少年。
「天邪鬼迷宮」で再登場し、暴走する青山に必死に熱く語りかける明石を気に入り、慕うようになる。
「三国ドロケイ」では星の国に属する。明石が属する月の国とは敵対する立場でありながら、明石を尊敬する心と、ルールを無視して殺戮を続ける太陽の国への反抗心から「星月（スタルナ）同盟」を持ちかける。その後、放送部だった経験を活かし、星の国の本拠地に攻めてきた太陽の国と交戦する兵士たちを鼓舞した。星の国の王、ファトマが処刑され三国ドロケイに敗れ死亡した。
真田 ムラオ（さなだ ムラオ）
「しょんべんこぞう」において瞬たちと敵対したチームのメンバーとして登場した少年で、真田ユキオの双子の兄。実写映画版では登場しない。「うん」で「☓」を引き死亡。

#### 「うらしまたろう」終了から3ヶ月後の登場キャラクター
影裏 章太（かげうら しょうた）
第13の箱の生還者。「うんどうかい」では一年生。左頬に十字傷のある青年。「どきょうそう」にて死亡。
冠城 敬宏（かぶらぎ たかひろ）
第13の箱の生還者。「うんどうかい」では一年生。「どきょうそう」にて平野と同レースで走り、頭のいい平野に二択の答えを合図で教えて貰った後、他のプレイヤーを転倒させ平野を最下位にさせず二人で助かるという作戦だったが、合図を貰っても他のプレイヤーに接触せず平野を裏切る。
平野 道生（ひらの みちお）
第13の箱の生還者。「うんどうかい」では一年生。頭が良く、生まれつき左足が弱い。冠城のことを「カブ」と呼ぶほど仲が良かったが、冠城に裏切られ「どきょうそう」で死亡。
板東 純子（ばんどう じゅんこ）
第34の箱の生還者。「うんどうかい」では一年生。左側頭部の髪を刈り上げた、つり目の少女。「どきょうそう」で一着を取った瞬の走りに「濡れた」と好感を示す。
「あっちこっちハッチの部屋」でハッチの中でバラバラにされて死亡。
井村 無道（いむら むどう）
第107の箱の生還者である少年。破戒僧風の巨漢。「どきょうそう」にて、最下位にならない為にレース開始時にユキオを殴り付けるが、逆に激昂したユキオにくるみ割り人形を投げつけられ、捕食され死亡。
山田 元気（やまだ げんき）
第99の箱の生還者。大柄で肥満気味の少年。
平井 響子（ひらい きょうこ）
第32の箱の生還者。平井翔子の双子の妹。
「あっちこっちハッチの部屋」でハッチの中でバラバラにされて死亡。

### ゲーム参加者（『弐』）
基本的には『弐』の内容を記述する。

#### 主要登場キャラクター（ゲーム参加者・『弐』）
明石 靖人（あかし やすと）
『弐』の主人公。東京都播磨生高校の3年。青山とは親友同士でサッカー部のパサーだったため、サッカーで培った驚異的な動体視力を持つ（明石はこれを「明石周辺視（アカシック・アイ）」と名付けた）。また、頭脳も非常に優れており、自らが見た情報や仲間たちからの情報をまとめて作戦を練り、ゲームをクリアしていく。
試練当日の朝にこれからサッカーを続けるかどうかで青山と喧嘩になり、学校を出たことで欠席者扱いとなる。喧嘩の際に、高校最後の大会で青山がPKをミスしていなければ全国に行って今もサッカーを続けていたと青山を責めているが、本当は自分がチームの勝敗を決める責任を負うことが怖くて「脚を痛めた」と嘘をついたことで青山が蹴ることになったため、そのことを強く後悔している。その後青山に謝るために学校に戻るが、既に「だるま」の試練が始まっていたため入ることは出来なかった。
その夜欠席者である明石を迎えに来た「にの」に、青山に出会って朝のことを謝るという目的で乗り込む。
大切なものは将来の夢を青山と共に書いたサッカーボール。
「戯」は「蹴球王戯（ファンタジスタジャラ）」。アカシック・アイをスイッチとして発動する。サッカーボールを蹴ることで瞬間移動をする、敵の攻撃が来るまでの時間と逃れる方法が分かる、相手の弱点を可視化できるなど、戯の中でも最強クラスの能力を持つ。
「三国ドロケイ」で月の国の王を務める。マナから与えられた二つ名は「ぼくらの救世主」。
「DICE」で力尽きて死亡してしまう。
青山 仙一（あおやま せんいち）
東京都播磨生高校3-Cに所属する少年。明石とは親友同士でありサッカー部ではストライカーだった。大きく左に逸れた後右に曲がって落ちる「マタドール・シュート」という技を持っている。
東浜、子門と共に第41の箱から生還するも、「大きな精神的ダメージによる現実逃避」から精神を病んでしまい、記憶も失い幼児退行する。その後、「うんどうかい」で再び死のゲームに参加することになったことで再び精神に異常をきたし、仲間の命を省みず乱暴に行動し、誰ともコミュニケーションを取らない「感情を持たない戦士」の様な状態で明石と再会する。
「天邪鬼迷宮」の追加遊戯で大当たりを引き、明石と「約束」をして狸に潰され死亡する。
持田 涙（もちだ るい）
ヒロインの一人。埼玉県の保世高校の2年。マイペースでどこか飄々とした性格の持ち主。交通事故でピアノを弾けなくなったことに絶望し、自殺するつもりだったところを「にの」に誘わて参加したため、死ぬことにそこまで大きな恐怖を感じておらず、明石と過ごすごみ箱学苑での時間の方が楽しいと思っている。
「七×七不思議」で艮の攻撃から明石を庇い、坤に転送された先で明石への思いを伝えてキスをする。しかし実は直前の攻撃により負った傷で致命傷を負っており、明石に感謝を伝えて死亡する。
丑三 清志郎（うしみつ きよしろう）
「神の力」を欲する自称「くだらない人間」。人の命は散り際が最も美しく輝くと考えており、観測者としてそれを見ることを至上の喜びとしている。女好きな描写が多々あり、涙を一目見てナンパしたり、夜中に女子と性行為に及ぶ場面もある。しかし、「まめまき」でキング･ガゼルから豆を騙し取り、単独で鬼を退治しに行こうとする明石に強い興味を持ち、惹かれるようになる。
大切なものは六手の遺品であるスケートボード。
「戯」は名称不明だが、「満面の笑み」をスイッチとして自分と相手を宇宙のような別空間に転送し、星から出るレーザーで攻撃することが出来る。
丑三はカミーズフォンの招集先である天谷が瞬と共にかみまろによって「うんどうかい」から追放されていたため、唯一三国ドロケイの終盤まで戯を使用していた。
夏川 めぐ（なつかわ めぐ） / ナツメグ
「すなとり」から登場。ヒロインの一人。
完璧主義者で、非合理的なことはしない。そのため、「すなとり」ではいち早く黒板の暗号を解いていたが、それを理解していない他の挑戦者がどんどん脱落していった方が自分の生存率が上がるという理由で話さないという、冷酷な一面を見せる。しかし、自分が危険に遭うことを承知でゲームをクリアし、仲間を導く明石に惹かれていく。
過去に、自分のクラスであまりにも完璧人間として振る舞い続けた為、クラスメイトに疎まれてしまい、自分が指揮者を務める合唱コンクールで自分以外の全員に欠席されるというトラウマを背負っており、そこから不登校になる。「自分も変われるだろうか」と明石に聞き、「ナツメグは自信満々で完璧なのが良いところ、そのままでいい」と肯定されたことで、次第に性格が丸くなっていく。
作中で一貫してノーパンであり、その理由ははっきりとは明かされていない。また、相手との距離感を測りかねるところがあり、女子に対しては、相手の了解を取らずに無断であだ名で呼ぶ場面もある。（例：持田涙→涙たん）
大切なものは明石が手首に付けていた、涙の遺品であるシュシュ。初登場時はロングヘアーを下ろした姿だったが、明石からシュシュを受け取ってからはポニーテールとなる。
「戯」は名称不明だが、自身の好きなアニメである『魔法少女アミン☏マツワ』のキャラクターである「ナゴリ」に変身し、原作通りの呪文を唱えることで傷を癒すことが出来る。
「三国ドロケイ」では太陽の国に所属。明石を庇ってリリィにより牢屋に送られ、助けに来た明石に涙のシュシュを返し、自分の想いと願いを伝えて処刑される。

#### 「まめまき」 - の登場キャラクター
すべて「欠席者」である。
星川 芽衣（ほしかわ めい）
静岡県の白葉女学園2年。当初は女子高に通っていると言っていたが、「拳」の回想では共学高に通っていたようになっている。気分屋で惚れっぽい。将来の夢は絵本作家で、絵心がある。学校の教師に絵の才能を見出されて慕うものの、性行為を強要された挙句、芽衣から言い迫ったと濡れ衣を着せられて失望し、不登校になった。普段はぶりっ子だが怒らせるとかなり恐ろしく、容赦なく暴言を浴びせたりするなど、感情の起伏が激しいが、良くも悪くも単純な性格の持ち主。
人生をやり直す目的で「にの」の誘いに応じて試験に参加する。「まめまき」から明石・涙・丑三と共に試練を乗り越え、明石に対して積極的にアプローチをかけ続けている。「七×七不思議」で死んだ鳳、涙、凛平、末成大樹のために遺影代わりに似顔絵を描いたり、一度も会ったことのない福満の祖母が死んだことを知った際大泣きするなど心根が優しい性格でもある。「鬼退治」3日目に巨大化した熊に喰われて死亡。
レッスンで選んだ一番大切なものはスケッチブック。「戯」はモシャジャラ。スケッチブックに描いた「自分の好きなもの」を実体化できる。以前描いていた自作絵本のキャラクターのセリフが、明石の戯が発動する大きなヒントとなった。
網走 洋平（あばしり ようへい）
大阪出身の高校2年。ダジャレ好き。鬼の試練が「まめまき」だと分かった後、豆を独占して、自分が地位と女を手に入れようと目論む。しかし「つめた〜い」鬼に襲われた際、隠し持っていた豆カプセルが偽物（一口ハム）だったため、通用せずそのまま凍死する。
その後は原海の精神内に幻影（ファントム）として現れるようになるが、彼の死とともに消滅する。
原 海（はら かい） / ハラカイ
石川出身の万藻州西高校3年。肥満体型で普段はおどおどとしているが、興奮しやすい性格をしている。興奮すると「ラァァイ！」と独特な叫び声を上げる。会社を経営している両親の下で幸福な暮らしを送っていたが、両親が交通事故で死亡した後、いじめや両親の部下の跡目争いが原因で人間不信となる。
手汗を利用して「ちいさ〜い」鬼を倒し、「豆まき」クリアに貢献した後「あやとり」の試練に参加するが、死の恐怖を前に暴走し、暴力で仲間を服従させて強引に突破してから性格が豹変。他者に対して攻撃的になり、神の力を得るため試練に対して肯定的な「修羅海（シュラカイ）」となる。しかし、内心では止まれない自分自身に恐れを抱き、それを自覚させた明石を殺して完全に生まれ変わろうと暴走を重ねるが、その明石に命を救われ再び諭されることで元に戻った。
「拳」のじゃんけんで敗北するが、新たな仲間との幸せな思い出に浸りながら笑顔で死亡する。
柘植 まさみ（つげ まさみ）
「まめまき」で理科室に集まったメンバーの1人。山で育ったため目がいい。訛りがひどく、最初それを恥ずかしがり話さなかった。眼鏡を取るとなかなかの美少女。平和主義者で将来の夢は国連の職員になること。出席者の試練の当日、身体を痛めた近所の老人の畑仕事を手伝うために学校を欠席している。
「あやとり」の試練をハラカイの暴力に引きずられるような形でクリアし、それ以後ハラカイに逆らえないでいたが、持前の優しさから見捨てきれず、明石に助けられ改心したハラカイを許す。
「拳」でカミと戦うことを拒否して死亡する。
拓馬 一生（たくま いっせい）
神奈川県の軽呂須高校3年。「まめまき」にて、理科室に逃げ込んだメンバーを束ねていた、オールバックにタンクトップの青年。体育館で飛び回っていた「ちいさ〜い」鬼に首元を喰われ死亡。
伊集院 光明（いじゅういん こうめい）
大分出身。目が隠れるほどの長髪。理科室の窓の外に居た「くさ〜い」鬼に気付かないまま窓を開けてしまい、そのまま襲われ窒息死。
藤春（ふじはる）
本名不明。アフロヘアーが特徴の青年。「まめまき」の試練にて、原の大声の呼び掛けによってこの試練が「まめまき」である事を理解し、校庭で「まばゆ〜い」鬼を退治する。その後、明石たちと共に行動する。「いすとり」の試練にて死亡。
ミツバ
本名不明。藤春と共に行動していた少女。藤春に好意を抱いていた。「いすとり」の試練にて、想いを伝えることが出来ないまま彼を失い悲しみに暮れていたところを紫村に取り入られ、彼の信奉者の一人となる。
「七×七不思議」にて、坤に何度も未来のビジョンを見せられたことで催眠が解け、明石に「明石が銃で打たれて死ぬビジョン」を見たと伝えた直後、巨大な食虫植物に捕食され死亡。
キング・ガゼル
本名不明。専守防衛集団「チームガゼル」のリーダー。人任せかつ、捻くれた性格で、鬼と戦わずして生き残ろうとし、それを非難した藤春たちに暴言を飛ばした。戦うことも豆を渡すことも拒否していたが、明石の策により豆を奪われてしまう。4匹鬼を倒したと聞いて喜んでいたが、5匹目の「ちいさ〜い」鬼に襲われ死亡。残りのメンバーも多くが彼と同じ末路を辿った。
木村 萌美（きむら もえみ）
「ごみ箱学苑」で女子3人で行動していたうちの1人。「あったか〜い」鬼と遭遇し危うく殺されかけるも、それを追ってきた明石たちによって危機を脱し、そのまま他の2人（ヨッシー、マリコ）と一緒に合流する。「いすとり」の試練前夜は丑三と性行為に及び、彼の初体験の相手となる。その後「いすとり」の試練に生き残り、紫村の信奉者となる（他2人も同様）。
「拳」で洗脳が解けた紫村の情けない姿に失望した後、じゃんけんに負けて死亡する。
新垣 明日菜（あらがき あすな）
沖縄出身の高校1年生。日焼けした小柄な体が特徴。非常に臆病な性格で「まめまき」開催時、死の恐怖に常に怯えていた。理科室に生き残り数人で合流した後に全員で豆を探しに行く際、廊下の角からきた「つめた〜い」鬼に気づかずにそのまま頭を潰され死亡する。

#### 「すなとり」 - の登場キャラクター
すべて「欠席者」である。
戸呂井 アキラ（とろい アキラ）
「すなとり」での南山チームの1人。大柄で強面の少年。芽衣に一目惚れしており、芽衣に暴力を振るわれたことがきっかけでマゾヒズムに目覚める。「すなとり」の試練ではチームの纏め役になるなど一見頼りになる人物に見えるが、実は怪談や暗い場所が酷く苦手という欠点がある。
「拳」の一番手となり、全員の前で芽衣に告白。じゃんけんに一番最初に挑み、敗北して死亡する。
西野・スーザン・花（にしの・スーザン・はな） / スージー
「すなとり」での南山チームの1人。眼鏡をかけた出っ歯の少女。眼鏡を取り、髪を解いた際の自分の容姿に自信を持っている。数字に滅法強く、国際数学オリンピックアジア7位の実績を持つ。
「拳」で確率に頼ってじゃんけんに勝利しようと考えるが、敢え無く死亡する。
鳳 哲也（おおとり てつや）
「すなとり」での南山チームの1人。日本最大規模の病院、「鳳医院」の息子。本人にも医学の心得がある。好みの女性に対し「手術（オペ）りたい」という強い欲求を持ち、カッターナイフを持ち歩く。
「七×七不思議」にて、どさくさに紛れてナツメグを襲う気だったが、背後から人体模型に首を折られ死亡。他の誰にも本性を知られないまま死亡したため、明石に遺体を校庭の端に埋葬され、星川に遺影を描いてもらい、温かく偲ばれる。
間 凜平（はざま りんぺい）
「すなとり」での南山チームの1人。原海と同じ石川県万藻洲西高出身。エリンギの様な髪型が特徴の青年。アメフト部で足が速い。
「七×七不思議」の五日目に、ルール変更を発表しに来たセイン･カミを日本刀で不意討ちしようとしたが、逆に激昂されビームで身体を両断され死亡。
末成 浩樹（すえなり こうき）/ 末成 大樹（すえなり だいき）
「すなとり」での北山チームのメンバーで、双子（兄/弟）。実家は平安時代から続く神社で、陰陽師の末裔。かなりの瓜二つで、「末成兄弟（スエナリズ）」の愛称で親しまれる。
「七×七不思議」にて、大樹はルールを無視した「一人一殺」を実行しようとする「いすとり」チームのメンバーに特攻され、屋上から相手諸共転落死した。
浩樹は、「拳」にて死亡。
小浜 来々留（こはま くくる）
「すなとり」での北山チームの1人。褐色肌に金髪のショートヘアが特徴の少女。レズビアンであり、「七×七不思議」にて、好みだった涙と隠れて行為に及ぶ為に、末成兄弟に胸を揉ませる交換条件で協力を頼み、涙と同じタイミングでミッションに参加出来るよう誘導してもらっていた。
「拳」にて死亡。
100Years.After（ハンドレッドイヤーズアフター）
若手実力派大人気バンドで通称「100Y.A」（びゃくや）。リーダーのヤコブ、ノア、ジュード、モーセの4人で構成されている。
全員が西山チームに所属するが、モーセはゲーム開始前に見猿にちょっかいを出したために殺される。ヤコブは早い段階で砂が足りず死亡。ノアとジュードは終盤まで生き残るが、0gと自分の命を引き換えに立候補したノアが死にたくない一心で砂を取ろうとした結果旗を倒してしまい、残っていたジュードたち共々死亡する。
桐谷 甚平（きりや じんべえ）
「すなとり」での北山チームの一人。家が乾物屋であり、ゲーム開始早々に「100感」を掴んだことでエースとして活躍するが、1g砂が足りず5回戦で死亡する。
樽菱 剛（たるびし ごう）
「すなとり」での北山チームの一人。ゲームの終盤、全チームの砂がかなり減ってきたところで、自チームが勝利する為に自らは砂を1gも取らずに次のターンに回す「0gの命繋ぎ（ゼロ･コネクト）」を行って死亡。最期に「すなとり」の試練を掻き回した。

#### 「学校の七×七不思議」 - の登場キャラクター
すべて「欠席者」である。
紫村 影丸 （しむら かげまる）
「いすとり」チームの表向きのリーダーで宮崎県出身。「光導者（シャイナー）」を名乗り、セイン・カミが欠席者に課した試練を唯一クリアして「神の力」を手に入れ、自分を信じるものを生き返らせることができるとして、「いすとり」チームの生き残りメンバーを支配していた。
実は愛甲の催眠術によって操られていただけで、元々は気弱な少年。カミーズJr.5番目のメンバーとなる。
レッスンで選んだ一番大切なものは自分の意志と力で砕いた石。「戯」はセキカジャラ。「いし」をキーワードに発動し巨大な岩に変身する。
「三国ドロケイ」では月の国に所属し、明石から防衛大臣に任命される。自身のジョブである兵士の能力を活かしてファトマの身を守るなどの活躍を果たした。
「神罰ババ抜き」では「引いたら死」カードを最初に引き死亡する。
愛甲 龍臣（あいこう たつおみ）
「いすとり」チームのメンバー。髪を立てた不良で紫村の右腕的存在だが、実際は影の支配者と呼べる存在。非常に身体能力が高く、「暴禦士（ボウギャー）」を名乗る。
「催眠暗殺」を生業とする一族の生まれで、背中に描かれた模様を見せることで相手に催眠術をかけることができる。「まめまき」で紫村に催眠術をかけ、使い勝手のいい操り人形「光導者」として仕立てあげた。
今まで親の教え通り感情を殺して暗殺を続ける自分の存在理由を見失っていたが、試練の中で初めて紫村を自分のために操ったことで、人を支配することに自分の生きる理由を見つける。
「七×七不思議」最終日に本性を表し、最後の不思議をクリアしようと拳銃を撃つが、身を張って防ごうとした明石に銃弾が命中したことで、「アイテムを他チームの人間に使ってはいけない」というルールに違反してしまい死亡する。
デコべえ
「あやとり」チームのメンバーで本名不明。「七×七不思議」二日目に原海から「明石か丑三に出会ったら殺せ」という命令を受け、刀で丑三を刺し殺そうとするが、「アイテムを他チームの人間に使ってはいけない」というルールに違反してしまい死亡。このことが愛甲を倒す遠因となった。

#### 「こぶし」までの登場キャラクター
すべて「欠席者」である。
福満 重里（ふくみつ しげさと）
「いすとり」チームのメンバーで岐阜県出身。面長の太っちょ。元々は不良少年。幼いころから甘え、自分を見捨てずにいてくれた祖母に再会したいと願っている。
「七×七不思議」11日目に紫村の提案した「一人一殺」の特攻作戦で明石や柘植を殺そうとするも、失敗して生き延びる。その後明石の説得で紫村の予言の矛盾に気づき疑いを持つが、愛甲の言葉に再び洗脳されてしまう。
「拳」で祖母への思いを胸に挑戦し、見事じゃんけんに勝利し、カミーズJr.に最初に入る。カミーズJr.最初の試練である「帰宅」で自分の家に帰るものの祖母は既に亡くなっていたことを知る。
目覚めた「戯」で「鬼退治」のクリアを目指し、金太郎を撃破するものの、巨大化した熊に殺される。
レッスンで選んだ一番大切なものは祖母の位牌。「戯」はバッチャジャラ。福満自身が思い描く祖母の姿を複写し操る。
蓬莱 やえ （ほうらい やえ）
「あやとり」のチームメンバーで京都府金串学園出身。ツインテールと八重歯が特徴の美少女。話し言葉は関西訛り（「拳」では関西訛りが無く標準語で喋っていた）。陸上部の三段跳びの名選手だったが、足の骨を病に侵され引退を余儀なくされた。カミとの心理戦に屈せず勝利し、カミーズJr.に2番目に入った。
レッスンで選んだ一番大切なものは陸上部のユニフォーム。「戯」はジャンパジャラ。脚が虹色に光り、跳躍力が極限まで上昇する。ジャンプした軌道には虹のエフェクトが生まれる。
「三国ドロケイ」では「太陽の国」に所属。ナツメグと共に明石を救出しようとするが、国を裏切ったため、ミケによって身体を真っ二つに切断されて死亡する。
巴 光圀（ともえ みつくに）
「いすとり」チームメンバーで埼玉県出身。ウェーブヘアとあごひげが特徴で、ラップ口調で話す。カミに勝利しカミーズJr.に4番目に入った。実家では犬を飼っている。好きな食べ物は小龍包。
「鬼退治」2日目に仲間とはぐれ、絶望感に苛まれながら1人帰還し、その際励まそうとした明石に八つ当たりしてしまい喧嘩に発展しかけるも、後に明石に自分の非を認めて謝罪し和解した。翌日単身で猿に挑み、「戯」で猿と相討ちになった後、爆発時の衝撃により、死亡する。
レッスンで選んだ一番大切なものは愛用のマイク。「戯」はライマジャラ。韻を踏んで歌うと、その数だけ氷の弾丸を撃てる。

#### 「空中ケンパ」 - の登場キャラクター
すべて「出席者（神の子）」である。(明石、紫村を除く)
東浜 佑（ひがしはま たすく）
第41の箱の生還者。『第壱部』では名前のみ登場している。青山、子門隼人と共に第41の箱から生還した。IQ150を超える天才少年で「神に最も近い男」としてテレビで取り上げられている。
何事も合理的かつ冷徹に思考するリアリストで、ゲームクリアのためなら他人の命も平気で危険に晒すなど冷酷さが目立つ。また、事ある毎に他人を「馬鹿」と呼び見下すなど傲岸不遜でもあり、共に生き残った青山のことを馬鹿にして明石の怒りを買う場面も見られた。幼少期からその才覚を発揮していたが、成長するにつれ両親を含めた周囲の人間を「馬鹿」と切り捨て見下していくようになるなどかなり屈折した人格が形成されていった。
「空中ケンパ」では、自分のゴールより他人の救助を優先させた明石を見て彼に興味を持っていく。仲間のために自分を犠牲にすることも厭わない明石の思考が当初は理解出来なかったが、心を動かされ最後には自分の裏切りによって絶体絶命に陥っていた天馬遊を生還させる。
その後、明石によって潰された11のスペルを探すが、見付かった物が佑にしか踏めない物であったため、明石に11のゴール足場を譲り、彼をクリアさせた時点で「24時間」の制限時間が過ぎタイムオーバーとなる。
自分に人間らしさを取り戻させてくれた明石に感謝しながら、崩壊していく案山子や足場と共に空に散っていった。
天馬 遊（てんま ゆう）
第83の箱の生還者。『第壱部』では名前のみ登場している。「空中ケンパ」で明石と共にスタートして、協力し合う。好きな言葉は「迷わず行けよ、行けばわかるさ」。少女かと思われていたが、「天邪鬼迷宮」にて実は女装した少年であることが判明する。
「神罰ババ抜き」では、「時限爆弾カード」を明石に渡したくないがために自らカードを持ち続け、明石のことが好きだったことを伝える。直後に時限爆弾カードにより死亡する。
安 千夏（やす ちなつ）
第93の箱の生還者。『第壱部』では名前のみ登場している。パズルゲームが趣味の少女。携帯ゲームをプレイすることに余念がない。人の命に順位をつけている傾向がある。明石の発案した「バイバイ6」作戦を実行し明石、佑、遊らと協力しクリアを目指すが、佑の裏切りによって明石たちを見限り、他の神の子共々ゴールに向かうが別の神の子に踏まれ、他の参加者同様落下し死亡してしまう。
ピカキン
本名不明。「神の子」としての知名度を利用してYouTuberとして活動している。試練の様子を実況しながら挑戦するが、勢いに任せて両足を交互に使ってKの足場を踏んでしまったため、ルール違反とみなされ落とされ死亡する。
時東ジョニー秀樹（ときとうジョニーひでき）
第68の箱の生還者。『第壱部』では名前のみ登場している。長身の黒人系の少年。2m半ほどの距離のある足場に助走なしでジャンプ出来るなどかなりの身体能力を持つ。
「空中ケンパ」では種類の増えたアルファベットの足場の安全を確かめるため、目の前にいたヘルメットを被った神の子を蹴って行かせ、なおかつそれで半笑いを浮かべるなど些か冷酷な面が見られた。
巨大案山子の根元のじゃがいもが置かれた足場に飛び移ればクリアと思い込み、他の神の子たちが距離が離れていることに逡巡する中見事飛び移るも、じゃがいもをつついていたひよこもへじたちの怒りを買い、身体を八つ裂きにされ死亡する。
高梨 金太（たかなし きんた）
第53の箱の生還者。『第壱部』では名前のみ登場している。ビリヤードのキューを所持しており、自分が生き残るために他の「空中ケンパ」参加者を突き落としていた。
紫村を突き落とそうと襲いかかり明石に阻止される。しかし、明石がゴールするはずだった10の足場に目を付け明石に掴まれたキューを放棄し足場へ突進する。
この時同じく10の足場に目を付けた宇治原と競争する形となり、結果宇治原よりも早く10の足場を踏むことに成功したため空中ケンパをクリアした。
なおビリヤードのキューは明石が「空中ケンパ」終了まで所持していたが「地獄変」開始時には無くなっている。
「地獄変」の「天邪鬼迷宮」にて明石、朽木豊と共に「ジグソードールの部屋」に挑戦する。
人形とは言えいやらしい笑みを浮かべながら天馬遊の胸や尻を触る・揉むなどかなり悪辣な面が目立つようになっていた。
提示されたルールをそのままの意味で取り、明石からパズルのピースを強奪して完成させようとしたため（この時明石に制止されるも取り合わなかった）、人形から飛び出した刃に身体を八つ裂きにされて死亡する。
白川 馬皿（しらかわ ばさら）
第69の箱の生還者。『第壱部』では名前のみ登場している。
明石の考案した「バイバイ６作戦」で、ジャンケンに勝利したため宇治原に7の足場を出現させてもらいクリアする。
宇治原 才（うじはら さい）
第69の箱の生還者。『第壱部』では名前のみ登場している。
「バイバイ６作戦」で明石がゴールするはずだった10の足場に明石が向かわず、高梨がゴールに向かったため自分が突っ込もうとするも、競走に敗北し転落死。

#### 「地獄変」 - の登場キャラクター
子門 隼人（こかど はやと）
第41の箱の生還者。『第壱部』では名前のみ登場している。「天邪鬼迷宮」から登場。
かみまろの試練を青山と共にクリアし、クリア後に青山の心が壊れてしまった経緯を明石に教える。
「あっちこっちハッチの部屋」で身体をバラバラにされ死亡。
太陽の国
リリィ
「三国ドロケイ」から登場し「太陽の国」の王に任命された外国人の少年。筋骨隆々のボクサーのような出で立ちをしている。百合の花に似た大きな火傷痕がある。
マナから与えられた二つ名は「ガチムチの絶対皇帝」。自分の国の1200人の中から5人を精鋭として指名し、自身とミケ、ダンデライオン、オスメス、CB、プゥを入れた6人で「六糞野郎（サノヴァ・シックス）」を結成する。根っからの悪人ではないが人を殺していくことを「どうしようもないこと」と称し、「何人殺してでも神に」なり「誰も何も殺さなくていい世界を創る」と語る。その身体能力は天谷を圧倒するほど。
もともとリリィを含めた六糞野郎は紛争を続ける西アジアのヤブキ共和国リキイシ地区の少年兵であった。希望もない戦いの連続の中でミケなどの仲間とのふれあいにより少しずつ心を開く。しかしその紛争が終わったあとに、大人の裏切りにより少年兵が全員銃撃される。彼が世界に絶望した瞬間、突如現れたランプの魔神によって大人は全員殺害される。ランプの魔神は生き残った6人の少年兵（リリィ、オスメス、ミケ、CB、プゥ、ダンデライオン）に神になるかどうかを問いかける。リリィら6人は世界を変えるために、選別へと向かった。
選別終盤では丑三、天谷、ハンナ、ユキオと対決。自分と違い「希望」のために戦う丑三や天谷の姿を見て心が折れ、とうとう丑三と天谷に地面に押さえ込まれてしまう。ユキオが背中をタッチしようとした瞬間、仲間と過ごした情景が蘇り右手の指4本を引きちぎることによって生き延びる。そのことがきっかけで殺戮の心を入れ替え、オスメスと共にやり直す機会を与えようとする。結局、明石の策で死亡するまでオスメスがリリィの話を聞き入れることはなかったが、オスメスを止められなかったことを明石に謝罪し、この命で「償う」ことを宣言する。そして、アルフ・Eが天谷に殺害された後に「六糞野郎」唯一の生き残りとしてではなく平和な世界を目指すものとして宣戦布告する。瞬がかみまろを道連れに神罰を受け死亡した際、引かれたら死のカードを所持、「正々堂々（フェア）」な状態でゲームを再開した際、明石を上がらせるために死を覚悟した上で「引かれたら死」カードを渡す。明石に「生きる理由は未来にしかない」と諭され、丑三との「正々堂々」の勝負に挑む。直接的な描写はないが、その後死亡する。
ミケ / ミケランジェロ
「三国ドロケイ」から登場する外国人の少年で「太陽の国」に所属する。役職は不明。「六糞野郎」のメンバー。仲間に対して思いやりを見せるが敵に対しては残忍。素早い身のこなしで敵を圧倒して見せた。その身体能力を最大限に活かし、明石の救出に現れたやえを真っ二つにした後ナツメグとハンナをピンチに陥れるが、直後に現れた天谷によって倒される。リリィに六糞野郎の思いを託したあとに静かに死亡する。
ダンデライオン
「三国ドロケイ」から登場する外国人の少年で「太陽の国」に所属する。役職は不明。「六糞野郎」のメンバー。狂人のような風貌で斧を使い敵を切り殺す。ユキオによって捕縛され、その後処刑された。
CB（カスタムボーイ）
「三国ドロケイ」から登場する外国人の少年で「太陽の国」に所属する。役職は不明。「六糞野郎」のメンバー。左手と両足に装備した義手で敵を貫く。頭を丸め数珠を持ち歩くなど、僧侶のような風貌をしている。後述のオスメスと合体しロボットのような姿になる。丑三の戯により倒される。
オスメス
「三国ドロケイ」から登場する外国人の少年で「太陽の国」に所属する。役職は不明。「六糞野郎」のメンバー。顔の♂と♀のペイントが特徴で2m以上はある大男。明石に対し「これは戦争ですよ」と語ったのち捕獲する。その後CBと共に丑三の戯によって倒されるもかろうじて生存。選別終盤でファトマを捕獲し、処刑する。
最終選抜「神罰ババ抜き」ではリリィを神にするため、リリィ以外の他参加者を全滅させるために奔走するが、リリィに激怒され共に心を入れ替えることを提案されるもこれを聞き入れず、自らが描いていたリリィとは性格が変わってしまったとリリィをも見限り、自らが神になることを決意。JOKERのカードや、「引いたら死」カードの位置がわかる「7見えるカード」などをもち躍動するも、アルフ・EにJOKERを引かれた後自分のやり方に憤慨した明石と、明石を溺愛する丑三の策に嵌り時限爆弾の神罰カードを引き死亡する。
プゥ
「三国ドロケイ」から登場する外国人の長髪の少女で「太陽の国」に所属する。役職は不明。「六糞野郎」のメンバー。フィールドに着陸してきた瞬による強い衝撃波によって死亡。
アルフ・E
「三国ドロケイ」から登場する外国人の少年で「太陽の国」に所属する。役職は不明だが、明石を監視するための門番3人衆の1人。「三国ドロケイ」の決着後は他の2人を失うも合格者として「神罰ババ抜き」に挑む。
メルトの死後、オスメスからJOKERのカードを引いたことで、オスメスの撃破に貢献した。その後「神になったら人類平等な平和な世界を作る」ことを宣言。しかし「神になって全てのものを破壊する」ことを目標とする天谷の、大理石をも破壊するデコピンにより失神。持っていた「ハイテンションでなければ死亡」カードの神罰により死亡した。
THE ALFEEの高見沢俊彦を彷彿とさせる風貌をしている。
星の国
ファトマ・カルカヴァン
「三国ドロケイ」から登場し「星の国」の王に任命された外国人の少女。
マナから与えられた二つ名は「スピリチュアル天然娘」。美術室らしき部屋で巨大なキャンパスに「予知絵」を描く。400年以上続く占術士の家系であるカルカヴァン家に生まれ、僅か6歳にして予知絵の才能が完成していたがその代償に精神が成長しなかった。本来であればカルカヴァンの予知絵は幸せを呼ぶ絵画であり絵の内容に従えば幸せになれるものであるが、ファトマのものは不幸を呼ぶ予知絵であり従えば死ぬという全く正反対の性質を持つため、一層価値があるとされている。
ゲーム終盤でメルトの前で「自分とメルトが手をつなぐ」絵を描く。直後に乱入してきたオスメスから逃げようとメルトの手をつかんでしまう。オスメスに腹を貫かれたあと牢屋へ捕らえられ処刑される。
月の国
ハンナ・フェリックス
「三国ドロケイ」から登場する外国人の少女で「月の国」に所属する。役職は鍵使い。サーカス団「ミルク・ドゥ・サーカス」にて主役（ヒロイン）を務めている。明石を担いだまま軽々と空中を舞い、10mほど上に投げ飛ばすなど、見た目に似合わぬ怪力の持ち主。
「神罰ババ抜き」では「喋ったら死亡」カードを持っているため選別中盤まで一言もしゃべっていなかったが、喋ったら死亡カードを持っているにもかかわらず、かみまろから「引いたら夢を語れ」カードを引いてしまう。残っていた明石、丑三、瞬、リリィ、いちかに対して「自分の生きたいように生きればいいのよ」と言い残し、喋ったら死カードの神罰によって死亡する。
ジェイク
「三国ドロケイ」から登場する外国人の少年で「月の国」に所属する。役職は狙撃手。ハンナの友人であり彼女と同じサーカス団にて曲芸ピエロを務めている。常に小枝らしきものを口に咥えている。太陽の国の襲撃からハンナを守るため、彼女らを逃がして1人で立ち向かうが、オスメスによって殺される。
イパネマ
「三国ドロケイ」から登場する外国人の少女。「月の国」に所属。インド人のような出で立ちをしている。役職は詐欺師。軍略を担当していた。
神罰ババ抜きにおいて、唐突にしゃくれていることを明石らに指摘される（後にこれは「しゃくれていないと死亡」カードを所持していたためと判明）。オスメスの「尋問」を受けたのち、「引かれたら死」カードを引かれてしまったため死亡する。
ヨハン
「三国ドロケイ」から登場するジョン･レノンにそっくりな青年。紫村たちと共に月の国本拠地の防衛を務める。
イパネマの立てた作戦で、まだ太陽の国に奪われていない管制塔を手に入れようとするが、先回りしていたプゥらに殺害される。
メルト・カルカヴァン
「三国ドロケイ」から登場する外国人の少年で「月の国」に所属する。役職は狙撃手。運動能力は高く、実験で味方を狙撃するなど非情な一面を持っている。太陽の国に囚われた明石を救うため本拠地に単身乗り込むが、ミケに敗れ捕獲される。牢屋では明石に対して自らを星の国の王ファトマの兄であると明かす。優秀なファトマとは別に除け者扱いをされる自分に対して強いコンプレックスを持っていた。
三国ドロケイ終盤に、ファトマという呪縛から逃れるために彼女を殺そうとする。彼女の無邪気な笑顔を見て結局殺せずに思いとどまるが、直後に乱入してきたオスメスによって妹ファトマは処刑されてしまう。
最終選別・神罰ババ抜きでは、ファトマの仇であるオスメスから「引かれたら死」カードを引くことで彼を倒そうとするも、オスメスがJOKERを持っていたために失敗。その後、リバースカードの効果で引く順番が逆回りになった際に、オスメスに自身が引いた「引かれたら死」カードを引かれてしまったため死亡する。しかし死亡によって出た彼の血が明石の策に用いられて、間接的ではあるがオスメス撃破に貢献することとなった。

### ゲーム関係者
神小路 かみまろ（かみのこうじ かみまろ）
全ての事件の黒幕。痩身長髪で、常に全裸。「今世紀の神」を名乗り、生き残った子供たちを「新世紀の神」と呼んでいる。やる気のない口調が特徴的。
超常現象を操り、スーパーファミコンのコントローラーに似た機械でゲームを管理している描写がある。電波ジャックで立方体でのゲーム状況を中継して、生還者を崇拝する社会風潮に拍車をかける。また、殺人ゲームを行うことで新世紀の神の選別を行っている。
元は幼少時に両親を亡くしたごく普通の人間だった。事件を起こす前、あるイベントでタクミと対面したことがある。住んでいた自宅はゴミ屋敷となっている。
親の死後は叔父に引き取られて小学校に入学。叔父とともにCD発売などもするが自分には必要ないと感じ、叔父の仕送りで独り暮らしをはじめた。生きたくない生命があってもいいという考えのもと、16歳で社会生活をやめ、死んだように過ごした。独りきりになって7年がたったころマナとカミの姉弟が現れて「力を与える」と言われるが面倒だと辞退、代わりに神となる人材を探そうと過去に描いた漫画を基にゲームを始める。
最終選抜「神罰ババ抜き」で14人目のジョーカー、プレイヤーとして参戦。かみまろを殺そうと執念を燃やす高畑瞬が自身の「引かれたら死」のカードを引かせ、「神罰連動」の神罰により死亡する。
セイン・カミ
『弐』に登場。「ごみ箱学苑」の理事長を名乗る少年。外国人めいた風貌ながら流暢な日本語を話す。欠席者たちを「ごみ箱」へ集めゲームを主宰する。陽気な性格で見た目通りに子供染みている。自分が（明石たちから見て）宇宙人という考えから他者の命に価値を見出さない冷酷な性格。「歌〜唱〜力〜！」という大声で叫び人を殺すこともできる。かみまろの描いた同人誌を所持している。
明石たちが「影踏み」のレッスンを受けているときに、クラスハウスにて、自分も選別をしたいからという理由で、姉のアシッド・マナに体を滅多刺しにされ死亡する。
名前の由来はセイン・カミュ
アシッド・マナ
セイン・カミの姉。『影踏み』のレッスンの最中、カミとの口論の末、滅多刺しにして殺害する。『空中ケンパ』の試練の主催者。一巻の最初のページにも名前だけだが登場している。
マナの作ったゲームカセット「選ばれの子」に収録されている試練の中には『空中ケンパ』の他にも、『逆さかくれんぼ』『人生かるた』『ローリングたけうま』『USO神経衰弱』『正直おはじき』『ファッキンベーゴマ』『足軽デスレース』の7つの試練が収録されている。
セイン・カミを殺害した際や、丑三を拘束した際には巨大な文房具のようなものを使用している。
名前の由来は芦田愛菜とアシッドマン
育子（いくこ）
『第壱部』に登場。『うんどうかい』における実行委員長。フィギュアらしく、顔は何とも言えない表情で固定されており、関節部も人形然としている。亀甲縛りをしたり、チアガールの恰好をしたりしている。
かみまろが過去に描いた同人誌に登場するキャラクターと、外見が酷似している。
「にの」
『弐』に登場。欠席者たちを迎えにきた二宮金次郎の像。薪の代わりに「決断」と書かれたごみ箱を背負っている。独自の意思を持って行動するのか、個体ごとに微妙に性格が違う。頭部から人を一瞬で黒い液体と化すビームや、記憶を消す波動を出したりできる。

### その他の登場キャラクター
榎田 拓海（えのきだ たくみ） / タクミ
演 - 大森南朋
引きこもりの男。元は暴走族のリーダーを務め、放火と殺し以外なら何でもやった筋金入りの不良だったが、虚無的な現実の世界に絶望していたところに二次元の世界（の萌え）と出逢い、そのままオタクとしてのめり込んでいった。過去にかみまろと面識があり、彼が描いた同人誌を所持している。
引きこもりのため留年し年齢的には高校生ではなかったが、学校に籍があったため学校を欠席したことで「にの」に訪問される。しかし、家族を理由に言い逃れゲームには参加せず、記憶を消された。
上記のように萌えに傾倒しており、食べ物を食べたりネットを見たりしていた。自分の母親をぞんざいに扱っているが、『弐』の描写を見るかぎり彼なりに母を大事にしているようである。
立方体のゲームが全て終了した後、殺人ゲームの報道でかみまろが黒幕であることを知り、かみまろの同人誌が殺人ゲームに由来している事実に気づき、独自に事件の真相を突き止めようと奔走する。
奥平と共にかみまろの自宅アパートを訪れ、捜索中にアシッド・マナと遭遇。直後にアパートの爆発に巻き込まれる。その後、火傷で重症の奥平を連れ、明石純一郎を含む生き延びていた者と合流。共に生きるため協力することとなる。
奥平 忠勝（おくひら ただかつ）
東等大学人間環境学部教授で報道番組のコメンテーターである男。
相当な金持ちで、殺人ゲームが起きたことを契機に立ち除きを強要する嫌がらせを受けていた。過去に姉夫婦が死に身寄りを無くした甥のマサル（かみまろ）を引き取り、その境遇をテーマにした曲を出したことがある。
殺人ゲームが「謎の高校生大量殺傷事件」として社会を震撼させ、生還者が一部で「神の子」として崇められる状況を分析する。出演を重ねるごとに「神の子」の盲信に乗る方向に転じ、過激な言動を見せ、それが原因でプロデューサーから見限られ、アナウンサーから、悪口を言われ干されることになった。タクミからかみまろの同人誌を見せられ、彼と共に事件の真相を追う。
タクミと共にかみまろの自宅アパートを訪れ、捜索中にアシッド・マナと遭遇。直後にアパートの爆発に巻き込まれる。一命は取り留めるが重傷を負い、鳳の父の手当てを受ける。
瞬の母（仮称）
瞬の母親である女性。瞬の父である夫を早くに亡くし、女手一つで瞬を育てた。殺人ゲームから生還した瞬を失いたくない一心で「うんどうかい」の参加に反対するが、葛藤の末に彼の強い意志を認め、「神の子」ではなく「息子」として帰ってくることを約束した。
小森 靖子（こもり やすこ）
明石靖人の母で、直感系フリージャーナリスト。明石が幼いころに、当時の夫で明石の父である明石純一郎と離婚し、彼らと離別していた。
同郷であり先輩である奥平の協力者となり彼にかみまろに関する情報を提供する。彼と話す時は津軽弁で喋る。
「空中ケンパ」が始まる直前あたりにナツメグとやえを発見し、一時彼女たちを自宅に招き入れ情報を聞き出していた。その後化け物が徘徊する日本で明石純一郎率いるトラックの運転をしていた。
明石 純一郎（あかし じゅんいちろう）
明石靖人の父。警視庁テロ対策本部に在籍する警察官で、階級は警部。息子の靖人を溺愛しており、かなり過保護。その一方で、仕事とプライベートとの切り替えは非常に速く、警視庁でも「スイッチの明石」として有名。 その後マナの放った化け物により神の子、カミーズJr以外の人間も襲われるようになった日本で、たまたま会ったもの同士力を合わせて生きようと、トラックに乗って現れ化け物に追われていたタクミと奥平を救った。
六手 進一（ろくて しんいち）
丑三の初めての友達である少年（故人）。高校一年生の冬に転校し、いじめられっ子であった丑三と出会い友達になり、「六ちゃん」と呼ばれる。
しかし、実は不治の病に侵されており、途中で鼻血を出すなどの現象が起き、半年後に丑三を残して逝去する。丑三の死生観に大きな影響を与えた。

## 試練
世界中の高校生たちが巻き込まれた理不尽な死のゲーム。ゲームの特徴としては『場を問わず何の前触れもなく始まる』ことと『クリア条件のみが提示される』こと、『ゲーム会場となった場所は脱出不可能な閉鎖空間と化す』の3つが挙げられる。さらに、表向きのルールに加えて多くのゲームに裏ルールと言えるものが存在する。また、ゲームのモチーフとなる物の名前がしりとりで繋がっているが、これはかみまろがタクミに売った同人誌に由来しており、「だるま」 - 「うん」と「うんどうかい」のゲーム内容に対応した同人誌がそれぞれ存在する。行われるゲームは国ごとに異なる。ここでは日本で行われたゲーム・日本人のゲーム参加者が参加したゲームについて記述する。

### 出席者の試練
基本的には『第壱部』の内容を記述する。
第1ゲーム「だるま」
終了条件：おしたならおわり
ゲーム内容：だるまさんがころんだ
実写映画版におけるキャッチコピー：動いたら、さようなら。
『第壱部』『弐』で最初に登場したゲーム。各クラス単位で行われるゲーム。胴に「勇気」と書かれた謎のダルマと「だるまさんがころんだ」で勝負する。このだるまは、教師の頭部から突如出現した。話し方は関西訛りである。ルールは通常の「だるまさんがころんだ」と同じだが、動いて負けとみなされた者はビームで身体を吹き飛ばされ排除される（光線は視認できず、一瞬で身体の一部が吹き飛んだかのように描かれている）。だるまの後ろにはタイマーとボタンがついており、タイマーが0になる前にボタンを押して停止させた者が勝者となる。裏ルールは「押した人間以外は死亡」。生存者がいないという可能性も存在するが、瞬の学校では全学年・全クラスで成功者がいる。
実写映画版
原作のルールに加え殺されたゲーム参加者から赤いビー玉が複数出るようになっており、ゲーム参加者が死亡すれば死亡するほど地面に多くのビー玉が転がることになるため、微妙だが難易度が上がる（実際にビー玉を踏んで体勢を崩し、死亡する参加者もいた）。
また、だるまが原作と比較して喜怒哀楽などが顕著である。
第2ゲーム「まねきねこ」
終了条件：ネコに鈴つけたならおわり
ゲーム内容：バスケットボール
実写映画版におけるキャッチコピー：お背中かい～の。早くゴールを決めて。
「だるま」の次に参加させられるゲームで各クラスごとの「だるま」の生還者全員がチームとなって参加するゲーム。「変化」と書かれた小判を抱えた巨大な招き猫を相手としたバスケットボール。招き猫は学校の体育館の天井を上から突き破って現れる。だるま同様、話し方は関西訛りである。タイマーの付いたボール状の鈴を、制限時間10分以内に首輪にあるバスケットボールのゴールに入れることでクリアとなる。最初は招き猫のポーズを崩さず黙って動き、生還者たちを前足で踏み潰していったが、ボールを入れられそうになってからは小判を投げ飛ばすなど機敏に動き始める。ボールが入りそうになるとキャッチし、入れようとした者は容赦なく殺そうとする。また、ゲーム参加者には全身タイツ状の「ネズミ着」が支給され、これを着た者は優先的にネコから狙われるが、着た者だけがネコの言葉を聞くことができ、クリアのための重要なヒントを得られる。ネズミ着を脱ぎ、着ている者がいなくなると仕方なく人間を狙うようになる。
実写映画版
招き猫は体育館の床から巨大なハッチが開いて出現する。捕食することで参加者を殺害する。招き猫の首はスプリング状で伸縮でき、これを捕食に使用している。鈴をゴールに入れた時にゴールの部分を中心に電気らしきものが発生する。
第3ゲーム「こけし」
終了条件：カギで扉開けたならおわり
ゲーム内容：かごめかごめ、縄跳び
実写映画版におけるキャッチコピー：後ろの正面だーれ？
「まねきねこ」の次に参加させられる脱出ゲームで、全国108の地区毎に行われる。廊下の天井に出現した「連帯」と書かれた巨大な扉を開けるためのカギを探す。このゲームのみ、ゲームマスターである物ではなく扉に文字が描かれている。7人揃わないとクリアできないというルールで、8人以上の生存者が会ってしまった場合は必然的に席の奪い合いになる。こけしがゲームマスターを務めるいくつかのミニゲームが展開され、失敗した者は殺害される。ゲームに参加していない部外者は容赦なく殺される。
えんがちょ
舞台となる病院内を徘徊する強面のこけし「えんがちょ」を回避する。単独行動をとっている生存者は襲われて腕から延びる糸で全身を巻かれてこけしに変えられてしまうが、複数で行動している場合には手を繋いでいれば「えんがちょ」から逃れることができる。なお、この「えんがちょ」はやたら陰湿な性格をしている。こけしにされた生存者は「えんがちょ」の支配下に置かれやや子供っぽい性格となり、他の生存者にゲームを仕掛けるようになる。こけしは宙に浮いたり、妙に長い腕をはやしたりすることができ扉の開け閉めや物を持つことが可能である。こけしになった人間は自身が仕掛けたゲームに敗れれば元に戻ることができる。
かごめかごめ
複数のこけしから遊びに誘われ、受けると発生するゲーム。なお、遊びを受けるような意志を示さない場合、「ノリが悪い」と言われ、殺される。「後ろの正面誰？」の言葉に対して、外したり時間内に答えられなければ敗北となり殺される。タイマーがないため時間切れと言い終わらないうちに答えれば成功となる。当てられた人間が当てる側に回る、という本来のルールの性質のためか、敗北者として人間に戻れるのは当てられたこけしのみ。
縄跳び
2体のこけしによって行われるゲーム。縄は極めて鋭利で、引っかかると即座に切断される。こけしに接触した際の人数で100回飛べば鍵を入手することができるが、1人で参加した場合や途中で死者が出て人数が不足した時はカウントされない。ルールを強制する能力を持ち合わせていないため、こけしを殺せば鍵を入手することができる。
実写映画版では登場しない。
実写映画版
ゲームは巨大立方体の中で展開される。「かごめかごめ」はこけしの数が4体となっており、原作のように人間が変異しているわけではなく攻略するとうち1体（あけみ所持）がこけし型の脱出用の鍵へ変化し、残り3体は消滅する。こけしの失敗したゲーム参加者の殺害方法は、こけしの赤く光る眼光のレーザー（はなこ所持）を脳天に受けると肉体の主導権をこけしに奪われ、「何度も土下座のように頭を床に叩きつけられて即死する」、「人間の可動範囲を超えるほど股を裂かれる」など童心のようなノリで行われるサディスティックなものである。また、出口となる扉は普通の扉の配置にある。
第4ゲーム「しょうべんこぞう」
終了条件：ひいて全滅せしめたらおわり
ゲーム内容：綱引き
「こけし」の次に参加させられるゲームで全地区の巨大立方体の内部で行われたゲーム。ゲームマスターの小便小僧は「Oh Yes」をはじめとした英語交じりの喋り方をする。「こけし」をクリアした7人1組のグループ8つが4対4に分かれて、胸に「忍耐」と書かれた小便小僧の股間から伸びたロープで綱引きを行う。まず、各グループは用意された8軒の建物の中に1組ずつ入り生活を共にする。食糧などもあり、少なくとも生活するのに何の苦もない。なお、この食料は様々な味のボールで、「ばかうま」と評されるほどだが正体は不明。不定期に小便小僧から両チーム1組ずつに招集がかかり、それらのグループが綱引きを行う。不定期なため、思うように休息をとることができず、必然的に「忍耐」を必要とする持久戦・消耗戦となる。招集時以外の外出は不可だが、他チームの競技観戦はできる。ロープの両端は小便小僧の股間に接続されており、相手チームの小便小僧を中央にある「立入禁止(KEEP OUT)」の線を越えて引き寄せれば勝利。敗北したチームのメンバーは全員、小便小僧にトゲを撃ちこまれて殺される。また、綱引きの最中に「立入禁止」の線を越えた参加者も、小便小僧に撃たれる。この流れをチームが全滅するまで繰り返す。
実写映画版
実写映画版ではゲームが異なり､「しろくま」になる（後述）。
第5ゲーム「うらしまたろう」
終了条件：○を引いたら終わり
ゲーム内容：くじ引き
「しょうべんこぞう」の次に参加させられるイベント。突如綱引きのフィールドから現れた海亀が小便小僧たちに苛められ、それを助けにやってきた浦島太郎のからくり人形によって竜宮城に招かれる。浦島太郎はかなり馴れ馴れしい性格。最初の一連のゲームの中で、このゲームのみ二字熟語が存在しない。それまでのゲームによる疲弊をねぎらうための宴会を行う。その後行われたゲームはくじ引き。ルールは〇を引けば生き残り×を引けば浦島太郎にビームを撃たれ死亡するという、参加者の「運」を試すもの。
実写映画版
実写映画版ではゲームが異なり､「マトリョーシカ」になる（後述）。
クリアした者は立方体から脱出することができる。
次に参加させられるゲームは「うんどうかい」か「空中ケンパ」のどちらかである。
第6ゲーム「うんどうかい」
終了条件：不明
ゲーム内容：運動会
「うらしまたろう」の次に参加させられるゲームの一つ。かみまろが直接観覧する。全108個の箱の生還者311名の全員が参加する競技。生存者全員がそれぞれの立方体の元へ招集されるが、参加を拒否した人物は「お仕置き」と書かれただるまによって殺害される。311名中参加者は195人、欠席者は116人（欠席者のうち100名はアシッド・マナによって選別されて参加できなかった者たちであり、明確な意思を以って欠席したのは実質16名）。参加者たちは立方体（サイコロ）が転がって出た目に応じて1 - 6年に分けられる。そして各学年をチームとして、最後の1学年になるまで競技を続ける。
実行委員長は育子が、実行委員はくるみ割り人形が務める。
最終的にアシッド・マナによって「うんどうかい」は滅茶苦茶になった。次に参加させられるゲームは「地獄変」。
どきょうそう
走者は育子が出題した○×問題を解き、○のゴールと×のゴールのいずれかに向かって走る。背後からはくるみ割り人形が追いかけてきて、追いつかれた者は捕食される。誤答側に入った走者はゴールテープで切断され死亡し、最下位の走者もくるみ割り人形に捕食される。
ぜつぼうたおし
学年対抗競技。サイコロで選ばれた2つの学年が棒倒しで勝負する。基本的なルールは通常の棒倒しと同様だが、暴力含めて何をしても許される。制限時間2分以内に相手学年の棒を倒せば勝利。しかし、棒は倒れると爆発し倒した者は確実に死ぬ。敗北した学年の選手は爆死、または実行委員に処理され全滅する。制限時間内に決着がつかなかった場合は、両学年の棒が爆発し共に全滅となる。

### 欠席者の試練
『弐』に登場。ゲームは全てしりとりになっており、「にのみやきんじろうそんとく」→「くすだま」→「まめまき」→「きゅうしょく」→「くりすますぷれぜんと」→「といれのはなこ」→「こぶし」になっているが後述では紹介していないのもある。

#### 「ごみ箱学苑」編
学校を欠席して「試練」から逃れた生徒たちを109番目の立方体に集めて行われたゲーム。「カミーズJr.」を選抜するための「試験」（オーディション）と称される。
一次試験「まめまき」
終了条件：鬼をすべて倒したらおわり
ゲーム内容：豆まき
欠席者が「にのみやきんじろうそんとく」の像に集められたごみ箱学苑で課せられた最初の試練。「くすだま」の中から出現した鬼たちに「豆」と書かれたカプセルに入っている豆を当てて倒す。鬼たちにはそれぞれ個性や違った能力があり、鬼に捕まった者はその能力で死亡する（光を発して視力を奪う鬼も存在し、その鬼だけは直接殺害はしない）。なお、カプセルの中には「豆腐（腐の字が見えにくく書いてある）」や「一口ハム（縦書きで豆に見えるように書いてある）」などの偽物も存在し、それらは鬼に効果はない。豆を腕などの四肢に当てても鬼を倒すことは出来ない（破壊できるがその部分のみ）ので、頭部などの急所に当てなければならない。一方で豆は原形を留めずに粉末状にしても鬼への効果は残留している。
鬼
「くさ〜い」「つめた〜い」「まばゆ〜い」「あったか〜い」「ちいさ〜い」の順に倒される。
あったか〜い
赤い鬼で、能力は「触れたものを燃やす」。チャラ男風な言動が特徴。頭部は3秒間だけ外すことができる。明石と丑三の連携によって倒される。「こげぽよ〜」が口癖になっている。
つめた〜い
青い鬼で、能力は「触れたものを凍らせる」。しゃくれたアゴと飛び出た目玉、野武士風の話し方が特徴。丑三によって動きを封じられて倒される。「凍りゃんせ」が口癖。
まばゆ〜い
桃色の鬼で、能力は「体の前面から強烈な光を発する」。大柄でパンチパーマかつ大仏のような姿勢で、言動も僧侶風。この鬼はあくまで他の鬼のサポート役で殺しはしない。サラミが囮となり、その隙をつく作戦によって倒される。
くさ〜い
黄色の小柄な鬼で、能力は「強烈な屁をかます」。この屁は直に吸うと窒息死してしまうほどの悪臭。ネットスラングの影響を受けた言動（例「○○笑」）をする。明石によって倒される。尻に「くさ〜い」と書かれている。
ちいさ〜い
白色で蜂のような外見や大きさ、動きをする鬼。能力は「人間を発達したアゴで食い破り貫通する」。ただし骨を砕く力はないため、基本的に首や腹などの柔らかいところから食い破る。明石の立てた「真・きなこ作戦」の下、原によって倒される。実はセイン・カミがPSP（のようなもの）で動かしていた。「くすだま」から出てきた当初、「ちいさ〜い鬼」がいることすら
気づいている人が少なかったことから
初見殺しの要素が最初のゲームから
あることがわかる。

二次試験「くりすますぷれぜんと」
終了条件：すなとりは1チーム棒を倒したらおわり。あやとりはほうきを完成させたならおわり。いすとりは不明。
ゲーム内容：椅子取りゲーム、山崩し、あやとり
「まめまき」をクリアした98人が「きゅうしょく」の後で外からやってきた阿修羅のように3つの顔を持つ「三択ロース」のプレゼントの中身である「いすとり」「すなとり」「あやとり」の中から先着順で好きなゲームを選択する。各ゲームごとに最大参加人数と最大で生き残ることのできる人数が異なる。各ゲームは三猿が担当。命令に従わない場合は手刀によって体を真っ二つにされ死亡する。三猿は常に気が立っている状態で、横暴な言動をする（ただし「言わ猿」は口を塞いでいるため言葉を発しない）。また、見猿、聞か猿、言わ猿には「まめまき」の豆を当てても効かないということが明かされている。
「すなとり」
3-Bで行われ、「見猿（みざる）」が進行を務める。「東山」「西山」「南山」「北山」の4つの山で各8人が参加し、同時進行で行う山崩し。参加者が椅子に座ると腰を拘束される。1回につきチームの中で立候補した代表者のみが椅子から立ち上がることができ挑戦することができる。ただし、チャレンジが始まると小さい見猿によって視界を隠されるため必然的に仲間の誘導が必要となる。時間内に砂を取ることができれば終了となるが、チャレンジ後に各チームが取った砂の量が発表され、取った砂が99g以下であった場合、その挑戦者は小さい見猿によって頭部を潰され死亡する。そのため、「100g以上かつ出来る限り100gに近い量の砂を取る」ことが求められる。必ずしも砂を取る必要は無く、0gで次の挑戦者に繋げることも可能（ただしその挑戦者は死亡する）。なお、黒板には「白イカはぺっしゃんこ」とのみ書かれており、それも前述のルールの1つとして書かれていた（百 - 一=白（99）と捉えると、「99以下はぺっしゃんこ」と読むことができる）。棒を倒してしまった1チーム全員が死亡。残る3チーム（最大24人）がクリアとなる。なお、1チーム棒を倒してしまってもその時点で終了とはならず、そのターンだけは全チーム砂を取るまで続行する。また、「見猿」によれば「見えざるものは咎めざる」とのことで、密かな不正で勝利したことが露呈してもペナルティはない。
「いすとり」
詳しくは描写されていないが、音楽室を会場とし、「聞か猿」が進行を務めて、小さい聞か猿によって音が聞こえない状態での椅子取りゲームとされている。参加36人のうち最大18人がクリアとなる。このゲームのみチーム戦ではなく個人戦のようである。黒板には「椅子とらざるもの生きるべからず」と書いてある。
「あやとり」
詳しくは描写されていないが、体育館を会場とし、「言わ猿」が進行を務めて、10人一組の3チームに分かれて小さい言わ猿によって会話ができない状態での人間あやとりを行っているとされる。お題は「ほうき」。参加30人のうち最大10人がクリアとなる。
三次試験「といれのはなこ」
終了条件：16日経過したらおわり
ゲーム内容：陣取り、リバーシ、お化け退治
「くりすますぷれぜんと」をクリアした者が、花子さんの説明により、学苑内で出没する「七×七不思議」の計49個の不思議を1つずつ解決していく。花子さんもだるまやまねきねこ同様、話し方は関西訛りである。いすとり、すなとり、あやとりのグループに別れて、それぞれ別のカラオケBOX風の建物に移動する。建物内ではまずチームごとに異なる制服に着替え、普段は個室で過ごす。22時近くになったら、49のマスの中から取りたいマスの番号を選び、番号に応じた不思議の詳細を知る（解決の難易度は左下の凶と描かれた『お札』の数によって示される）。その後、3人のメンバーで不思議の解決に向かう。この際リーダーが一人強制的に選ばれる。参加者は七つ道具（効果は道具により異なる）の中から一人1つを選ぶことができ、不思議に対して使うことができる。この道具は1度使用すると効果がなくなり（翌日に補充される）、不思議の解決以外（他チームへの攻撃など）の目的で使用すると失格・即死となる。なお、不思議を解決すべくBOXを出た者は、それを解決するか翌朝5時になるまで帰還不可能である。不思議の原因に捕まった者はそれにより死亡する。不思議の原因を倒すことができればクリアとなり、そのチームがマスを取得できる（4日目までは解決したチームに関係なく、選んだチームが取得する。5日目以降は解決したチームが取得する）。
また、オセロゲームのように、マスを挟めばその間にあるマスは全て挟んだチームのものになる。なお、タイムリミットである5時までに不思議を解決できなかった場合「マスとり失敗」となり、選択していたマスは選択できない「死マス」となる。最終的に16日経過してマスの数が一番多いチームが勝利となる。もし同点引き分けとなった場合は、残る1マスを残った全員でセイン・カミ相手に挑むことになる。
次に参加させられるゲームは「こぶし」。
七つ道具
- 日本刀

不思議の原因を斬り裂く。不思議を倒した時点で刀身が消滅する。
- 拳銃

不思議の原因を撃ち抜く。退治成功・失敗にかかわらず弾は一発のみ。
- ハンマー

不思議の原因を叩き潰す。鈍重ではあるが、一撃の威力は抜群。
- ろうそく

火を灯す芯の部分が、不思議の原因のいる方向を指すコンパスのようなもの。
- お札

不思議の原因に貼ることで動きを7分間停止させる。ただし不思議の難易度の高さによって効果に差がある（難易度10の「艮」はわずかながら動くことができた）。
- マント

マントを羽織ってボタンを押すと透明になれる。使用制限は7分。
- 手榴弾

不思議の原因を爆撃する。広範囲を巻き込むため、扱いが難しい。
実在する曲名・アーティストをもじったタイトルが多い。

最終試験「こぶし」
終了条件：カミに勝ったならおわり
ゲーム内容：ジャンケン
「といれのはなこ」をクリアした者が、セイン・カミの予想以上だったため、当初の予定を変更して行われた試練。生き残った生徒全員がカミ・ブリック（カミに容姿が似たベアブリック風の機械人形）の立会いのもと、呼ばれた順番にセイン・カミとジャンケンで勝負する。勝った者は天にある合格室へいざなわれるが、負けた者はカミ・ブリックの打つビームにより血だまりと化して死亡する。手を出さなかったり、意味不明なものを出した場合も負けとみなされ死亡する。

#### 「クラスハウス」編
「カミーズJr.」に選ばれたメンバーが、カミに与えられた「戯」の能力を駆使して挑む「レッスン」と称されるゲーム。
レッスン1「帰宅」
「こぶし」の次に参加させられるイベント。各自自宅へ帰され「一番大切なもの」を1つ選び持ち帰る（生物除く）。制限時間は48時間。現在置かれた状況を無関係の人間に話した場合は、ルール違反と見なされ処分される。
レッスン2「鬼退治」
「帰宅」の次に参加させられるゲーム。「カミーズJr.」のメンバーが「桃太郎チーム」と「金太郎チーム」に分かれてそれぞれ鬼ヶ島と大江山へ向かい、桃太郎と金太郎の一味と戦う。開始前にメンバー各自の「戯」が覚醒しており、「戯」を用いた戦いを強いられる。制限時間は1日2時間で、敵を倒すまでは何日でも続く。
次に参加させられるゲームは「影踏み」。
桃太郎（メンバー：丑三、夏川、巴、紫村）
桃太郎
桃太郎チーム一行が鬼が島に着き、敵がいないかを探していたところにお供の雉、猿、犬とともに襲ってくる。吉備団子ならぬ、着備団子を雉に食べさせることで桃獣合体し、どんな攻撃でも無力にする『桃合金鎧（ドンブラコ・アーマー）』モードになる。隕石（紫村）の衝突により倒される。
犬
桃太郎のお供の一匹。顔は犬、体は人間になっており、人面犬を反転させたような犬。三頭分犬（ケルベロス）になることができる。丑三により倒される。
猿
桃太郎のお供の一匹。桃太郎の投げる吉備団子ならぬ、奇火団子を食べることで、炎の体になり、炎の弾丸を飛ばすことができる。
その力で2日目ではメンバーを圧倒して四散させるも、3日目開始直後に巴と相討ちになる形で倒される。
雉
桃太郎のお供の一匹。桃太郎の投げる吉備団子ならぬ、機美団子を食べることで、ロボットに変形し、ミサイル攻撃をしてくる。丑三により、桃太郎と一緒に倒される。

金太郎（メンバー：明石、福満、星川、蓬莱）
金太郎
腹掛けに大童、まさかりといった昔話そのままの出で立ちで、「うー、あー、」と言動も幼児そのものだが、俊敏な動きでまさかりを振り回して襲い掛かる。2日目に福満と星川の連携プレーで倒される。
熊
金太郎の相棒的存在である小さな熊。話し言葉は関西訛りで、自分から星川のスカートに頭を突っ込むなど変態的な行動も見せる。金太郎を倒された際に金太郎を失ったショックのあまり、泣きながら「坊」と言い続け、少しずつ巨大化し全身筋骨隆々の巨大な熊になった。明石の「戯」によって倒される。
レッスン3「影踏み」
「鬼退治」の次に参加させられるゲーム。宿敵神の子と戦うための準備をするため、一人一人、神の子の影を踏む。この試練では、『帰宅』のように殺し合うわけではない。また、影を踏むところを目撃されたら死んでしまう。

### 空中ケンパ
『弐』に登場。アシッド・マナ考案の新ゲームの一つ。欠席者の一部が「影踏み」の次に参加させられるゲーム。
マナはカミーズJr.の生き残りを挑戦させようとしたが、生き残りの人数が5人と少ない上、セイン・カミの妨害で明石と紫村の2人しか確保出来なかったため、かみまろに無断で神の子から100人ほど集めてゲームをスタートすることにした。そのため神の子にとってはもう一つの「うらしまたろう」の次に参加させられるゲームである。ゲーム内容はケンケンパ。
最初に泥沼のような場所から数人でスタートし、案山子のいる場所まで小さい足場に書かれているK（ケン）とP（パ）の足場を「ケンケンパ」をしながら進んで行く。Kを両足で踏む、Pを片足で踏む、K→K→...と続いている足場で2歩目に1歩目と違う足で踏むとルール違反とみなされ落下、地上に落ち死亡する。なお足場は一度踏むと消滅する。
1人でも案山子のいる足場に辿りくと、風景が一変し、地上634mにあるいくつもの小さい足場が東京スカイツリーをぐるりと囲み、スカイハイタワー天辺、つまり足場の中央に巨大案山子が鎮座した状態に変わり、本格的に「空中ケンパ」がスタートする。プレートの数、アルファベットの種類が一気に増え、片足両足などのルールは一緒だがクリア方法が異なる。
足場は時計盤になっており、中央にいる巨大案山子が手で時刻を示している。長い方の手（長針）が一周する3分間の間に短い方の手（短針）が示す時刻のスペル（アルファベットのプレート）を踏むとその時刻に応じた場所にゴールプレートが出現し、それを踏めばクリアとなる。
ゴールプレートは定員1名であり、生き残れるのはおよそ100人のうち、最大でも12人のみとなる。また、ゴールプレートはその数字の時刻を経過しても消えることはないが、その数字の時刻以外にゴールプレートを踏もうとした場合、プレートから鋭利な触手が現れ串刺しにされ殺されてしまう。
このゲームには「24時間」の制限時間が設けられている。ただし、リアルタイムでは無く「案山子の手の24時間」であり、案山子の短い手=短針が二周するまで、長い手=長針が一周=一時間におよそ3分かかるため、実質的な制限時間はおよそ72分=一時間と12分となる。
敵
案山子
最初の泥沼のような場所からの最初の目標地点までの案内役をしている。その後全貌が明らかになると、「24時間」以内にゴールするよう参加者にアドバイスする。話し方は京都訛りである。
巨大案山子
空中足場の中央に立っている巨大な案山子。手を時計の長針と短針を表しており、クリアへのヒントや答えを教えている。
途中からヒントとして足下で芋を餌にしているひよこもへじにと「What time is it now（いま何時？）」と発言している（空耳で「掘った芋いじんな」と聞こえる）。
ひよこもへじ
ゲームの途中に空中に現れ、案山子の足下にあるジャガイモを餌として食べる。食事の邪魔をされると激怒し、邪魔をした者をはじめ周辺にいる者も皆殺しにする。丑三が明石を助けに来たヘリコプターの中に脱出しようとした神の子が入り込んだ際には、ヘリコプターに突進して撃墜した（丑三はマナによりワープしたため、爆発には巻き込まれなかった）。また、誰かがクリアした場合、その人の周りに行き「クリア」を言うこともある。
にわとりもへじ
普段は巨大案山子の頭上に隠れているが、案山子が示している時刻に数字のプレートを踏むと出現し、「にわとりもへじが○時をお知らせします」と宣言し、ゴールプレートを出現させる。また、時刻を過ぎていてゴールプレートを踏んだ場合も、その警告をする。「24時間」の制限時間が過ぎるとタイムオーバーを知らせた。

### 地獄変
『弐』に登場。マナ考案の新ゲームの一つ。「うんどうかい」・「影踏み」・「空中ケンパ」のいずれかの次に参加させられるゲームで最後の選別とも言われている。マナがかみまろやカミの予定を勝手に変更して始めた選別で、かみまろが同人誌で予告したものをマナが勝手に考えて作った。
選別中、世界中の人々が怪物に襲われており、いくつかのステージをクリアし、最初にマナの指にとまった者が神になり、世界を救うことができる。神罰ババ抜きで終了となる。
怪物は「ひょっとこ」「獅子舞」「てるてる坊主」「奴江戸兵衛」などの様々な種類がおり、中には実写映画版に登場する「まとりょーしか」の姿も見られる。
第1ステージ 闇ルート『天邪鬼迷宮』
終了条件：カギをあつめて突破したならおわり
うんどうかい会場から左の道を進んだ者が受ける選抜。広大な迷路の中に複数の扉があり、扉に入ると選抜が始まり、生き残るとカギが手に入る。天邪鬼という名のとおりすべてのルールが逆であり、ルールと逆のことをすることによって生き残ることができる。これは最初の「カギをあつめて突破したならおわり」というのも同様である。正しくは「カギを集めず逆走したならおわり」、つまりカギを持たない状態でスタート地点に戻ればクリアとなる。カギを持ったままスタート地点に戻ると追加遊戯に挑戦することになる。
「あっちこっちハッチの部屋」
終了条件：通路口を開いて脱出せよ
参加者が揃うと、部屋の天井や壁が開き、ハッチだらけの部屋となり、1分間のカウントが始まる。ハッチにははずれと当たりの2種類がある。
正しいルールは「時間切れまで脱出するな」であり、当たりのハッチに入ると串刺しとなり死亡。当たりの通路口は定員1名。
「ジグソーパズルの部屋」
終了条件：パズルを完成させて魂を肉体に戻せ
参加者のうちの誰かの魂が身体からジグソーパズルの形で抜かれ、裸でパズルの孔があいた複数の人形が現れる。間違った人形にピースをはめた者は人形に仕込まれている刃物で死亡。
正しいルールは「パズルを完成させずに魂を肉体に戻すな」であり、パズルの穴がない人形を選択すればクリアとなる。
「釈迦蜘蛛の部屋」
終了条件：制限時間以内に蜘蛛の糸を昇れ
針の山が並んだ部屋にたらされたロープにつかまった状態で始まる。中央にいる釈迦蜘蛛から黄金の糸が垂らされる。制限時間は10分。
正しいルールは「時間切れまで糸を昇るべからず」であり、黄金の糸は頂上までいくと切られ、新しい糸が垂らされる。残り5分をきるとロープが下の方から燃える、上から小さな蜘蛛が降りてくる、ロープが揺らされるなど参加者を落とす仕掛けが増える。
「狸鍵危機一髪」
終了条件：大当たりは生きる
ゲーム内容：黒ひげ危機一髪
カギを持ったままスタート地点に戻った者に待っている追加遊戯。持っているカギ+1の数の鍵穴があり、一つだけある大当たりを引くとその者は死亡する。すべてのカギを使い切るか大当たりが出たら終了。

第2ステージ 『三国ドロケイ』
ゲーム内容：ドロケイ
世界中の高校生を集めて行う選別。40人×30クラスの1つの学校が1つの国となる。太陽、月、星の3つの国に別れいずれかの国の王が死んだ時点でゲーム終了となる。捕まった場合は学校の牢屋に転送され、6時間ごとに天井が落下、処刑が行われる。ゲームフィールドは山手線の内側で、それぞれの国の本拠地は太陽は池袋、月は新宿、星は秋葉原にある。
アイテム
- グローブ

これをつけた状態で敵にタッチすることで捕まえることができる。

- ライフジャケット

タッチされても捕まるのを無効化できる。ただし背中にあるマークをタッチされると捕まってしまう。身体にフィットするようになっている。

- マナ・フォン

仲間や敵の居場所が分かったり、仲間と連絡を取れるアイテム。

- IDカード

タッチすることで自分の役職が表示されるアイテム。もう一度タッチするとそれぞれの役職のアイテムに変化する。牢屋の中では使えない。

役職（ジョブ）
- 兵士（ソルジャー）

攻防に優れた役職。IDカードにタッチすると背中のマークに3という数字が追加される。3回まで相手のタッチを防ぐもの。

- 狙撃手（スナイパー）

遠距離からアシストする役職。専用アイテムは狙撃銃。当たった相手は1分間動けなくなる。弾数に制限はないが一発撃つと次弾装填まで約6秒かかる。

- 通信士（オペレーター）

情報を操作する役職。エリア内にある奇妙な形の塔の中にある機械によってゲームを有利に進めることができる。

- 鍵使い（キーマスター）

捕まった仲間を牢屋から脱出させる役職。専用アイテムは鍵。自国の牢屋を開けることはできない。

- 詐欺師（スパイ）

敵を欺く役職。マナフォンと連動させることで、三国どの国の姿にも変装できる。ただし、変装中は敵をタッチしても捕まえることはできない。

- 王（キング）

一番重要な役職。各国に1人ずつしかおらず、王が死んだ国は全員道連れで死亡。それぞれの王は、マナが独断と偏見で選んだ今最も神に近い人間で、太陽の国「ガチムチの絶対皇帝リリィ」、月の国「ぼくらの救世主明石」、星の国「スピリチュアル天然娘ファトマ」。王のみグローブの仕様が異なり、ダイヤルを回すことでグローブが光り、敵味方関係なくライフジャケット着用している相手でもどこかをタッチすることで捕まえることができる。
黒い塔
エリア内にそびえ立つ黒色の塔。塔頂には栗のイガのような装飾がある。
内部には3国の本拠地がかかれたMAPとオペレーターが使える「オペレーションシステム」が存在する。
オペレーションシステム
役職「オペレーター」のみが使える機械。
味方のレーダー範囲が100mになる「レーダー強化」全プレイヤー同士がどこにいても通話・メッセージできる「マナ・フォン強化」敵のキングの位置が常に表示される「キング表示」の3つの機能がある。

第3ステージ 『神罰（ジャッジメント）ババ抜き』
ゲーム内容：ババ抜き
本来の最後のゲーム。神罰とババ抜きを掛け合わせたゲーム。ペアで揃ったカードを捨てることができるのは「配られた時」と「引いた時」のみ。また、自分の手札を教えるのも神罰の対象となる。通常のババ抜き同様、手札がなくなったら「あがり」となり、最後に「JOKER」を持っている人が負け。明らかとなった神罰は以下の通り。
| 番号  | 神罰名                               | 対象のスート | 対象のスート | 対象のスート | 対象のスート | 内容 |
| 番号  | 神罰名                               | スペード     | ハート       | ダイヤ       | クラブ       | 内容 |
| ----- | ------------------------------------ | ------------ | ------------ | ------------ | ------------ | --- |
| A     | 引いたら夢を語れ                     | ○            | ×            | ×            | ×            | このカードを引いたら、夢を語らなければならない。語らなかった場合、神罰で死亡するかは不明。                                                                                               |
| 2     | 持ってる間声出したら死               | ×            | ×            | ○            | ×            | このカードを所持している間に、声を出したら神罰によって死亡する。 |
| 3     | 引いたらくすぐり地獄30秒             | ×            | ×            | ×            | ○            | このカードを引いた瞬間から30秒間、くすぐり地獄を受けなければならない。 |
| 4     | 引かれたら死                         | ○            | ○            | ○            | ○            | このカードを引かれた瞬間、神罰によって死亡する。 |
| 5     | 持ってる間ハイテンションでなければ死 | ×            | ○            | ×            | ×            | このカードを所持している間、テンションが高い状態を維持しなければならない。 テンションが下がってしまうと神罰によって死亡する。                                                            |
| 6     | 引いたら順番リバース                 | ○            | ×            | ×            | ×            | このゲームで唯一全体に影響を及ぼす全体神罰（フィールド・ジャッジメント）カード。 このカードが引かれた瞬間から、引いた人から順番が逆回りになる。                                          |
| 7     | 引いたら死                           | ○            | ○            | ○            | ○            | このカードを引いた瞬間、神罰によって死亡する。 |
| 8     | 7見える                              | ×            | ×            | ○            | ×            | 7のカード（引いたら死）の位置を確認できる。 |
| 9     | 持ってる間しゃくれてないと死         | ×            | ×            | ×            | ○            | このカードを所持している間、顎をしゃくらせなければならない。 しゃくれきれなかった場合、神罰によって死亡する。                                                                            |
| 10    | 時限爆弾あと（ターン数）で死         | ×            | ×            | ○            | ×            | 30からカウントダウンが始まり、ターンが変わるたびにその数字が減少する。 カウントダウンが0になった瞬間、このカードを所持していた人物が神罰によって死亡し、カウントダウンがリセットされる。 |
| J     | 前の席の人と神罰シンクロ             | ×            | ○            | ×            | ×            | このカードを所持し、なおかつ前の席が神罰を受けている場合、その神罰を一緒にしなければならない。                                                                                           |
| Q     | 引かれたらその相手にキス             | ×            | ○            | ×            | ×            | このカードを引かれたら、引いた相手とキスしなければならない。 |
| K     | 引いたらその相手にデコピン           | ○            | ×            | ×            | ×            | このカードを引いたら、引かれた相手にデコピンしなければならない。 |
| JOKER | 持ってる間死の神罰を受けない         | -            | -            | -            | -            | このカードを所持している間、神罰によって死亡することを回避できる。 ただし、ゲーム終了時にこのカードを所持してしまうと負けとなり死亡する。                                                |

### 延長戦
『弐』に登場。本来、「神罰ババ抜き」で終了するはずの試練を天谷の破壊衝動による記憶の破壊が理由で天谷が考案したゲームで延長することとなった。
DICE（ダイス）
天谷が考案したゲーム。順番にサイコロを1つ振り、出た出目の数だけ殴る。出目の分なら複数人を殴っても良い。出目の殴られる側は回避不能で殴られた数と同じ人数の人に関する記憶を失う。10カウント以内に立ち上がらなければ負けとなり、死亡する。開始前に各々の神の力をサイコロに封印しているため、ゲーム中は力を使えない。

### 実写映画版オリジナルの試練
「しろくま」
終了条件：本当のこと、言ったならおわり
ゲーム内容：嘘つき探し
キャッチコピー：嘘つきは大っ嫌い。
実写映画版において、「こけし」に続く形で行われたゲーム。フィールドは雪国のように氷結した銭湯。巨大な木彫りの熊を白くした外見の「しろくま」が出現し、「しろくま」の質問に参加者が正直に答える。全員が正直に回答すればゲームクリアとされるが、その中で嘘つきがいた場合、2分以内に嘘をついていると思われる人物を生贄として「しろくま」に捧げなければ全員が喰い殺される。
嘘をついているのは「しろくま」そのもの（「全員が正直に質問に答えればクリアできる」「この人間たちの中に嘘つきがいる」という嘘」）であり、クリア条件に当たる「本当のこと」とは、上記の「しろくま」の質問に回答することではなく、その「しろくま」の正体が偽物であることを断言すること（瞬曰く「純白なしろくまではなく、腹のドス黒い悪魔」）。また「しろくま」は実は黒い木彫りの熊の表面を白くコーティングしただけであり、瞬が正解を言う間際に暴れて襲うという往生際の悪さを見せた。
「まとりょーしか」
終了条件：カンケリしたならおわり
ゲーム内容：カンケリ
キャッチコピー：カンケリできる？
実写映画版において、「しろくま」に続く形で行われたゲーム。表向きは終了条件通り「缶けり」。
くじびきで鬼を決め、日が落ちるまで（およそ一時間）を制限時間として缶けりを行う。時間内に3人以上見つけることが出来れば鬼の勝ち。見つけることが出来なければ鬼の負け。鬼に捕まる前に缶を蹴ることが出来れば捕まった人たちを解放することが出来る。缶を蹴れば爆発すると説明されるがそれは嘘であり、このゲームは敗者が死亡することも無い完全な「お遊び」である。ただし、ゲーム終了後にご褒美として渡されるアイスキャンディーの棒に「あなた 生きる」「あなた 死ぬ」と書かれており、後者はマトリョーシカのビームにより殺害される。原作の「うらしまたろう」同様、「運」が試されるゲーム。
なお、実写版では途中から原作の流れと一変して異なる試練が登場しているが、実はそれらも「しりとり」の流れを組んでおり、「だるま」→「まねきねこ」→「こけし」→「しろくま」→「マトリョーシカ」→「神」と順に追っていたことが物語ラストのマトリョーシカの解説で判明する。

## 用語・設定
試練
本作品の特徴でもあるデスゲーム。詳しくは#試練を参照。
出席者
名称自体は『弐』に登場。出席者の試練に参加させられる日本の15歳から18歳の子供。『第壱部』の主人公である高畑瞬をはじめとした『第壱部』に登場したゲーム参加者全般や『弐』に登場する青山仙一などは出席者である。
神の子
一部の出席者の別名。当初は一部の人間たちが「だるま」「まねきねこ」をクリアした出席者を指す言葉だったが、後に「うらしまたろう」までクリアした出席者のことを指す言葉として描かれた。世間は「神の子」を特別扱いしているが、実際は必ずしも世間が思っているほど特別な存在とは限らず、瞬もただ生き残りたかっただけだと思っている。
『弐』ではセイン・カミはカミーズJr.が影なら神の子は光と言っており、セイン・カミはカミーズJr.の宿敵であるとしている。
欠席者
『弐』に登場。欠席者の試練に参加させられる日本の15歳から18歳の子供。『弐』の主人公である明石靖人などは欠席者である。
カミーズJr.
一部の欠席者の名。『弐』の主人公である明石靖人も後にカミーズJr.と呼ばれる。
都立みそら高校
瞬たちが通っている高等学校。
立方体
世界中に出現した試練と関連性のある巨大な立方体の形をした物体。日本では108個確認されている。瞬たちの「うらしまたろう」が終了してから3ヶ月後の時には巨大なサイコロにもなった。
『弐』では日本に109個目の立方体が存在することが判明した。
神の子ブーム
瞬たちの「うらしまたろう」が終了したころから発生していったブーム。世間が神の子（「うらしまたろう」までクリアした出席者）を特別扱いするといったこと。クリスなど神の子ブームに乗っている神の子もいるが、一部のゲーム参加者は神の子ブームを快く思っていない。
ビーフ・オア・チキン
『弐』に登場。第1話で青山が明石に対して放った言葉。「ビーフ」には勇敢な牛という意味がこめられており、「チキン」には腰抜けという意味が含まれている。

## 書誌情報
- 原作：金城宗幸・作画：藤村緋二 『神さまの言うとおり』 講談社〈講談社コミックスマガジン〉、全5巻
  1. 2011年7月8日初版発行 ISBN 978-4-06-384515-0
  2. 2011年11月9日初版発行 ISBN 978-4-06-384575-4
  3. 2012年4月9日初版発行 ISBN 978-4-06-384639-3
  4. 2012年8月9日初版発行 ISBN 978-4-06-384714-7
  5. 2012年12月7日初版発行 ISBN 978-4-06-384792-5
- 神さまの言うとおり弐 : 金城宗幸原作・藤村緋二作画 講談社〈講談社コミックスマガジン〉、全21巻
  1. 2013年4月17日初版発行 ISBN 978-4-06-384853-3
  2. 2013年6月17日初版発行 ISBN 978-4-06-384885-4
  3. 2013年8月16日初版発行 ISBN 978-4-06-394919-3
  4. 2013年10月17日初版発行 ISBN 978-4-06-394949-0
  5. 2014年1月17日初版発行 ISBN 978-4-06-394997-1
  6. 2014年3月17日初版発行 ISBN 978-4-06-395032-8
  7. 2014年6月17日初版発行 ISBN 978-4-06-395108-0
  8. 2014年9月17日初版発行 ISBN 978-4-06-395163-9
  9. 2014年11月17日初版発行 ISBN 978-4-06-395246-9
  10. 2015年1月16日初版発行 ISBN 978-4-06-395292-6
  11. 2015年3月17日初版発行 ISBN 978-4-06-395350-3
  12. 2015年6月17日初版発行 ISBN 978-4-06-395419-7
  13. 2015年8月17日初版発行 ISBN 978-4-06-395464-7
  14. 2015年10月16日初版発行 ISBN 978-4-06-395518-7
  15. 2015年12月17日初版発行 ISBN 978-4-06-395562-0
  16. 2016年2月17日初版発行 ISBN 978-4-06-395601-6
  17. 2016年5月17日初版発行 ISBN 978-4-06-395673-3
  18. 2016年8月17日初版発行 ISBN 978-4-06-395731-0
  19. 2016年10月17日初版発行 ISBN 978-4-06-395781-5
  20. 2016年12月16日初版発行 ISBN 978-4-06-395827-0
  21. 2017年2月17日初版発行 ISBN 978-4-06-395871-3

## 映画
2014年11月15日より全国東宝系にて公開。R15+指定。キャッチコピーは「ダルマさんが殺した。」。『第壱部』をベースとしている。また、第9回ローマ国際映画祭のガラ部門に出品されることが決定し、監督の三池崇史に日本人初となる現代の映画界で最も独創的で多数の作品を生み出す監督に贈られる特別賞“マーベリック賞”が授与されることが発表された。
2015年1月時点での興行収入は12.2億円。

### 映画オリジナルキャラクター
高瀬 翔子（たかせ しょうこ）
演 - 優希美青
映画版の高畑瞬の中学時代の同級生である少女。実写映画版の主要登場キャラクターの一人で、原作の平井翔子に近いキャラクター。
中学時代はいじめを受けたことがあり、自殺を考えるまで追い詰められたが、映画版の高畑瞬に心を救われた。その後は転校をした。
現在は映画版の高畑瞬の高校とは別の高校に通っており、彼女もまた、死の遊戯に巻き込まれることとなり、後に映画版の高畑瞬と再会を果たす。
「しろくま」で嘘をついていると疑われ、「しろくま」に踏み潰されて死亡。しかし、彼女の死によって瞬はゲームの本質を悟ることになる。
平良 幹則（たいら みきのり）
演 - 山本涼介
映画版の「こけし」で登場する、私立大星高校の少年。原作の城崎優に近いキャラクター（立場、セリフが酷似している）。
他人を見下す節があり、自信を持っている。こけし部屋ではパソコンで数式を書き、この状況を物理的に解釈しようとしていた。
トップバッターでこけしに挑戦するが、失敗しレーザーを額に撃たれ、自身で床に何度も頭を打ち付け死亡。
田岡 由実（たおか ゆみ）
演 - 萩原みのり
映画版の「こけし」で登場する、女子校の少女。
セリフが少なく、こけし部屋の隅に終始震えながら座っていた。
こけし2番目の挑戦者。初めは拒否していたが応じ、失敗しレーザーを撃たれる。人間の可動範囲を超えるほど股を裂かれ死亡。
長髪のホームレス
演 - リリー・フランキー
東京の街を徘徊するホームレスの男。男としては髪が長い方で口ひげやあごひげを生やしている。
ラストで彼の正体が「神」であることが判明するが、彼が原作のかみまろのように殺人ゲームを仕掛けた張本人であるのかは定かではない。

### キャスト
- 高畑瞬 - 福士蒼汰
- 秋元いちか - 山崎紘菜
- サタケ - 染谷将太
- 高瀬翔子 - 優希美青
- 奥栄治 - 入江甚儀
- 平良幹則 - 山本涼介
- 田岡由実 - 萩原みのり
- 真田ユキオ - 大鶴佐助
- 前田小太郎 - 高橋直人
- 吉川晴彦 - 村上虹郎
- 桜田通
- 菊田大輔
- 高橋里央
- 坂本優太
- 碓井将大
- 西川喜一
- 戸井智恵美
- 瀬戸沙織
- 喜多陽子
- 濱頭優
- 川村亮介
- 中川可菜
- 東亜優
- 柳喬之
- 石川大樹
- 大久保祥太郎
- 永井響
- YAE
- 志村玲那
- 清水彩絵
- Kaito
- 土屋シオン
- 山﨑じゅり
- 寺田伽藍
- 小川あつし
- 森啓一郎
- 木村トモアキ
- 中島亜梨沙
- 藤原季節
- 安井順平
- 水野透（リットン調査団）
- 田村健太郎
- 原田裕章
- 星名利華
- 奥平忠勝 - 佐藤佐吉
- タクミの母 - 池谷のぶえ
- 瞬の母 - 高島礼子
- タクミ - 大森南朋
- 長髪のホームレス - リリー・フランキー
- 天谷武 - 神木隆之介

#### 声の出演
- ダルマ - トミーズ雅
- 招き猫 - 前田敦子
- コケシ タロウ - 肥後克広（ダチョウ倶楽部）
- コケシ ケンイチ - 上島竜兵（ダチョウ倶楽部）
- 鬼コケシ - 寺門ジモン（ダチョウ倶楽部）
- コケシ ハナコ - 達依久子
- コケシ アケミ - 柳沢三千代
- シャケ - 渡辺哲
- しろくま - 山﨑努
- 大・極小マトリョーシカ - 水田わさび
- 中・小マトリョーシカ - 小桜エツコ

### スタッフ
- 原作 - 金城宗幸・藤村緋二『神さまの言うとおり』（講談社）
- 監督 - 三池崇史
- 脚本 - 八津弘幸
- 制作 - 市川南
- エグゼクティブ・プロデューサー - 山内章弘
- 企画・プロデュース - 臼井央
- プロデューサー - 石黒裕亮、坂美佐子、前田茂司
- 音楽 - 遠藤浩二
- 撮影 - 北信康
- 照明 - 渡部嘉
- 美術 - 橋本創
- 録音 - 中村淳
- 編集 - 山下健治
- 助監督 - 倉橋龍介
- VFXスーパーバイザー - 太田垣香織
- 音響効果 - 柴崎憲治
- 特殊造形 - 松井祐一、三好史洋
- 製作プロダクション - 東宝映画、OLM
- 制作協力 - 楽映舎
- 配給 - 東宝
- 製作 - 「神さまの言うとおり」製作委員会（東宝、電通、講談社、OLM、ジェイアール東日本企画、日本出版販売、GYAO）

### 撮影地
- 旧庵原高校教室・体育館（静岡市清水区）:招き猫のシーンなどで使用。

### 受賞歴
- 第38回日本アカデミー賞新人俳優賞（福士蒼汰、『好きっていいなよ。』、『イン・ザ・ヒーロー』と合わせて）[5]

### Blu-ray / DVD
2015年5月20日発売。発売元は講談社、販売元は東宝。
- 神さまの言うとおり 通常版（1枚組）
  - 映像特典
    - 特報・劇場予告編・TVスポット集
- 神さまの言うとおり スペシャル・エディション（2枚組）
  - ディスク1：本編ディスク（通常版と共通）
  - ディスク2：特典ディスク（Blu-ray版はBlu-ray、DVD版はDVDで収録）
    - メイキング
    - ローマ国際映画祭
    - ジャパンプレミア
    - 初日舞台挨拶
    - ギネス世界記録に挑戦
    - 前田敦子アフレコメイキング

  - 封入特典
    - フォトブックレット（32P）

  - 特製アウターケース付き

## ムービーコミック
『第壱部』をベースとしている。2014年11月1日より配信開始。

### 出演声優
- 高畑瞬 - 江口拓也
- 秋元いちか - 安済知佳
- 天谷武 - 羽多野渉
- 平井翔子 - 福原香織